# يونانيون
اليونانيون (باليونانية: Έλληνες) أيضًا يطلق عليهم أحيانًا الهيلينيون كما أطلق على اليونانيين القدماء تسمية «إغريق» في العربية. وهي أمة ومجموعة عرقية مقيمة في اليونان وقبرص وجنوب ألبانيا وإيطاليا وتركيا ومصر، وبدرجة أقل في بلدان أخرى تحيط بالبحر الأبيض المتوسط. كما أنهم يشكلون شتاتًا مهمًا، ما أدى إلى تأسيس مجتمعات يونانية حول العالم.
تاريخيًا، أنشئت مستوطنات إغريقية في مناطق واسعة من البحر المتوسط والبحر الأسود لكن ظل تركز العرق اليوناني في المناطق المحاذية لبحر أيجة والبحر الأيوني، حيث تم التحدث باللغة اليونانيَّة منذ العصر البرونزي. حتى أوائل القرن العشرين، توزع اليونانيون بين شبه الجزيرة اليونانية، والساحل الغربي لآسيا الصغرى، وساحل البحر الأسود، وكابادوكيا في وسط الأناضول، ومصر، والبلقان، وقبرص والقسطنطينية. وكانت العديد من هذه المناطق إلى حد كبير في حدود الإمبراطورية البيزنطية في أواخر القرن الحادي عشر ومناطق شرق البحر الأبيض المتوسط للاستعمار اليوناني القديم. وشملت المراكز الثقافيَّة لليونان أثينا وسالونيك والإسكندرية وسميرنا والقسطنطينية في فترات مختلفة.
يعيش معظم الإغريق في الوقت الحاضر داخل حدود الدولة اليونانية الحديثة وقبرص. وأنهت الإبادة الجماعية اليونانية والتبادل السكاني بين اليونان وتركيا في عام 1923 تقريباً الوجود اليوناني الذي دام ثلاثة آلاف عام في آسيا الصغرى. ويمكن العثور على جماعات سكانية يونانية أخرى تقيم منذ فترة طويلة في جنوب إيطاليا والقوقاز وجنوب روسيا وأوكرانيا وفي مجتمعات الشتات اليوناني في عدد من البلدان الأخرى. اليوم معظم اليونانيون رسميًا هم أعضاء في الكنيسة اليونانية الأرثوذكسية.
حالياً يتواجد اليونانيون في مناطق عديدة من العالم وبمجموعات كبيرة نسبياً فعدا عن اليونان والتي بلغ عدد سكانها العام 2001 نحو 10.9 مليون كان اليونانيون منهم يشكلون نحو 10.1 مليون، وفي 2007 قدر عدد اليونانيين في الولايات المتحدة بحوالي 1.3 مليون وفي قبرص العام 2001 قدّروا بحوالي 635 ألف نسمة إضافة لمجموعات كبيرة أخرى تفوق الربع مليون نسمة في كل من أستراليا، وألمانيا، وبريطانيا وكندا، ونحو 90,000 في تشيلي وحوالي 15,000 في السويد و 55,000 في جنوب إفريقيا.
ساهم وأثرّ اليونانيون بشكل كبير في الثقافة والفنون والاستكشاف، والأدب، والفلسفة بشكل كبير، والسياسة، والهندسة المعمارية، والموسيقى، والرياضيات، والعلوم والتكنولوجيا، والأعمال التجارية، والمطبخ، والرياضة، سواءً من الناحية التاريخية أو المعاصرة.
ومن أشهر الإغريق الفلاسفة الثلاثة المشهورين وهم: سقراط وأفلاطون وأرسطو.

## تاريخ
يتحدث اليونانيون اللغة اليونانية، والتي تشكل فرعاً فريداً من نوعه داخل عائلة اللغات الهندية الأوروبية، وهي الهيلينية. وهم جزء من مجموعة من الأعراق الكلاسيكية، التي وصفهم أنتوني د. سميث بأنهم «شعوب أصلية في الشتات».

### الأصول
ربما وصل البروتو-اليونانيون إلى المنطقة التي تسمى الآن اليونان، من الطرف الجنوبي من شبه جزيرة البلقان، في نهاية الألفية الثالثة قبل الميلاد. كان تسلسل الهجرات إلى البر اليوناني في الألفية الثانية قبل الميلاد أعيد بناؤه على أساس اللهجات اليونانية القديمة، لأنها قدمت نفسها بعد عدة قرون، وبالتالي فهي عرضة لبعض الشكوك. كانت هناك هجرتان على الأقل، الأولى هي الأيونيين والأيوليين، مما أدى إلى نشأة اليونان الموكيانية بحلول القرن السادس عشر قبل الميلاد، والثاني، غزو الدوريون، في حوالي القرن الحادي عشر قبل الميلاد، مما أدى إلى تشريد الهجات أركادوكريبوت التي تعود إلى العصر الموكياني. وظهرت كل من الهجرتين في فترات حادة، ظهرت اليونان الموكيانية خلال الانتقال إلى أواخر العصر البرونزي والدوريون خلال انهيار العصر البرونزي.
وضع اللغوي فلاديمير جورجييف فرضية بديلة، إذ يُرجع أصول البروتو-اليونانيين من المتكلمين اليونانية إلى شمال غرب اليونان بحلول الفترة الهلادية المبكرة (الألفية الثالثة قبل الميلاد)، أي نحو نهاية العصر الحجري الحديث الأوروبي. وصل اللغويان رسل جراي وكوينتن أتكينسون في ورقة عام 2003 باستخدام أساليب حسابية إلى تقدير مبكر إلى حد ما، إلى حوالي 5000 سنة قبل الميلاد للانشقاق الأرمني اليوناني وظهور اليونانية كنسل لغوي منفصل في حوالي 4000 قبل الميلاد.

### الحقبة الموكيانية

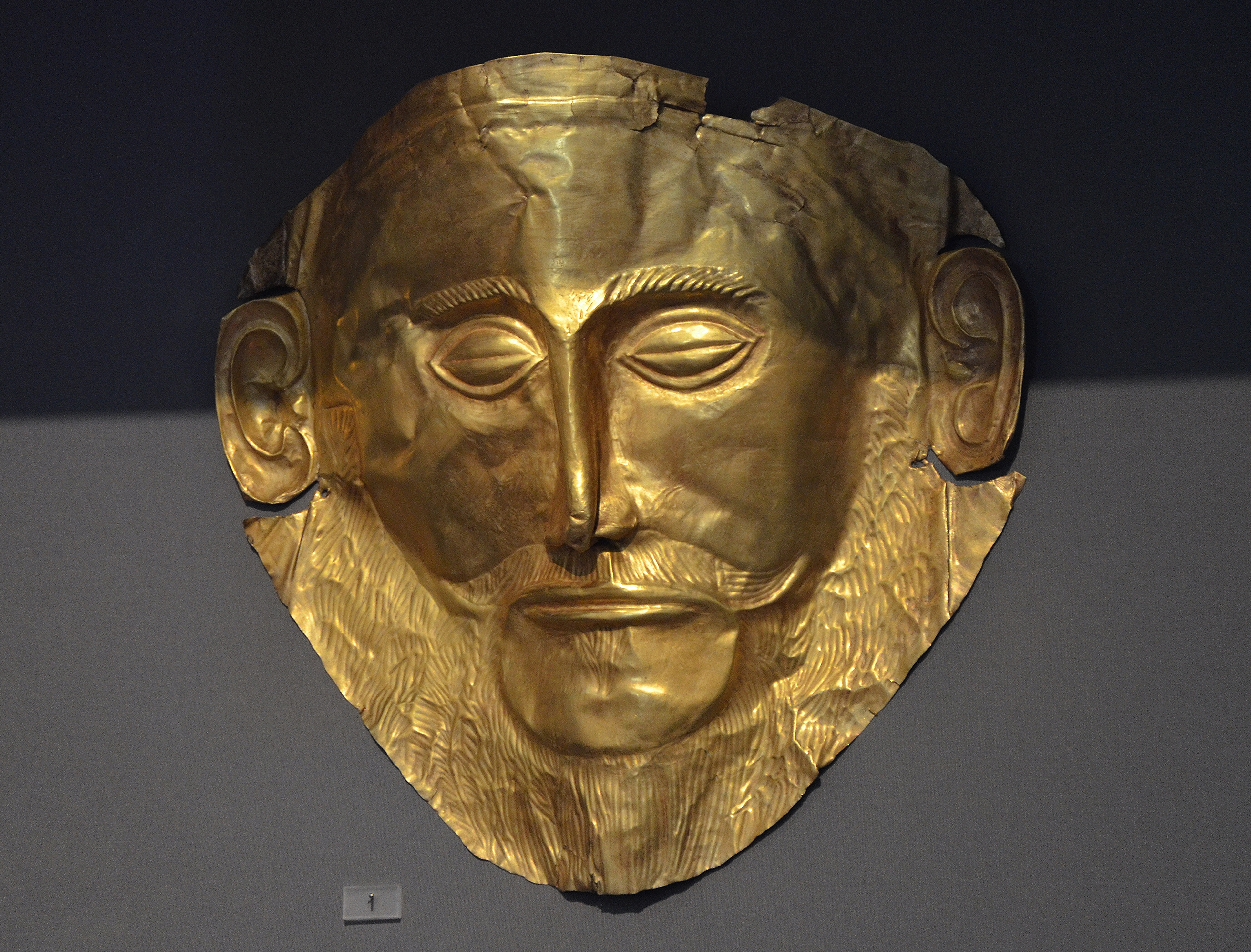
"قناع أجاممنون" اكتشفه هاينريش شليمان عام 1876 بموكناي، ويعتقد حالياً بأن تاريخ القناع يسبق تاريخ الحرب الطرواديّة.

في حدود في عام 1600 قبل الميلاد، استعار اليونانيون الموكيانيون من الحضارة المينوسية نظام الكتابة المقطعية (أي النظام الخطي أ) وطوروا نظام مقطعي خاص بهم يعرف باسم النظام الخطي ب، ليقدم أول وأقدم دليل مكتوب من اليونانية. سرعان ما اخترق الموكيانيين بحر إيجه، وبحلول القرن الخامس عشر قبل الميلاد، وصلوا إلى جزيرة رودس وكريت وقبرص وشواطئ آسيا الصغرى.
حوالي عام 1200 قبل الميلاد، قدم الدوريون، وهم أشخاص تحدثوا باللغة اليونانية، من منطقة إبيروس. تقليدياً، يعتقد المؤرخون أن الغزو الدورياني تسبب في انهيار الحضارة الموكيانية، ولكن من المرجح أن الهجوم الرئيسي كان من قبل المغيرين البحريين (شعوب البحر) الذين أبحروا إلى شرق البحر الأبيض المتوسط في حوالي عام 1180 قبل الميلاد. أعقب غزو الدوريون فترة غير موثقة من الهجرات، سميت بشكل مناسب باسم العصور المظلمة اليونانية، ولكن بحلول عام 800 قبل الميلاد كانت معالم اليونان القديمة والكلاسيكية واضحة.
مجد الإغريق من العصور القديمة الكلاسيكية أسلافهم الموكيانيين والفترة الموكيانية باعتبارها حقبة مجيدة من الأبطال، وتقربت من الآلهة والثروة المادية. كانت الملاحم الهوميرية (أي الألياذة والأوديسة) مقبولة بوجه خاص كجزء من الماضي اليوناني، ولم يكن العلماء حتى وقت اليوهيمرية قد بدأوا في السؤال عن تاريخ هوميروس. وكجزء من التراث الموكياني الذي نجا، أصبحت أسماء آلهة وإلهات اليونان الموكيانية (مثل زيوس وبوسيدون وهاديس) شخصيات رئيسية من آلهة البانثيون الأولمبي في العصور القديمة.

### العصر الكلاسيكي

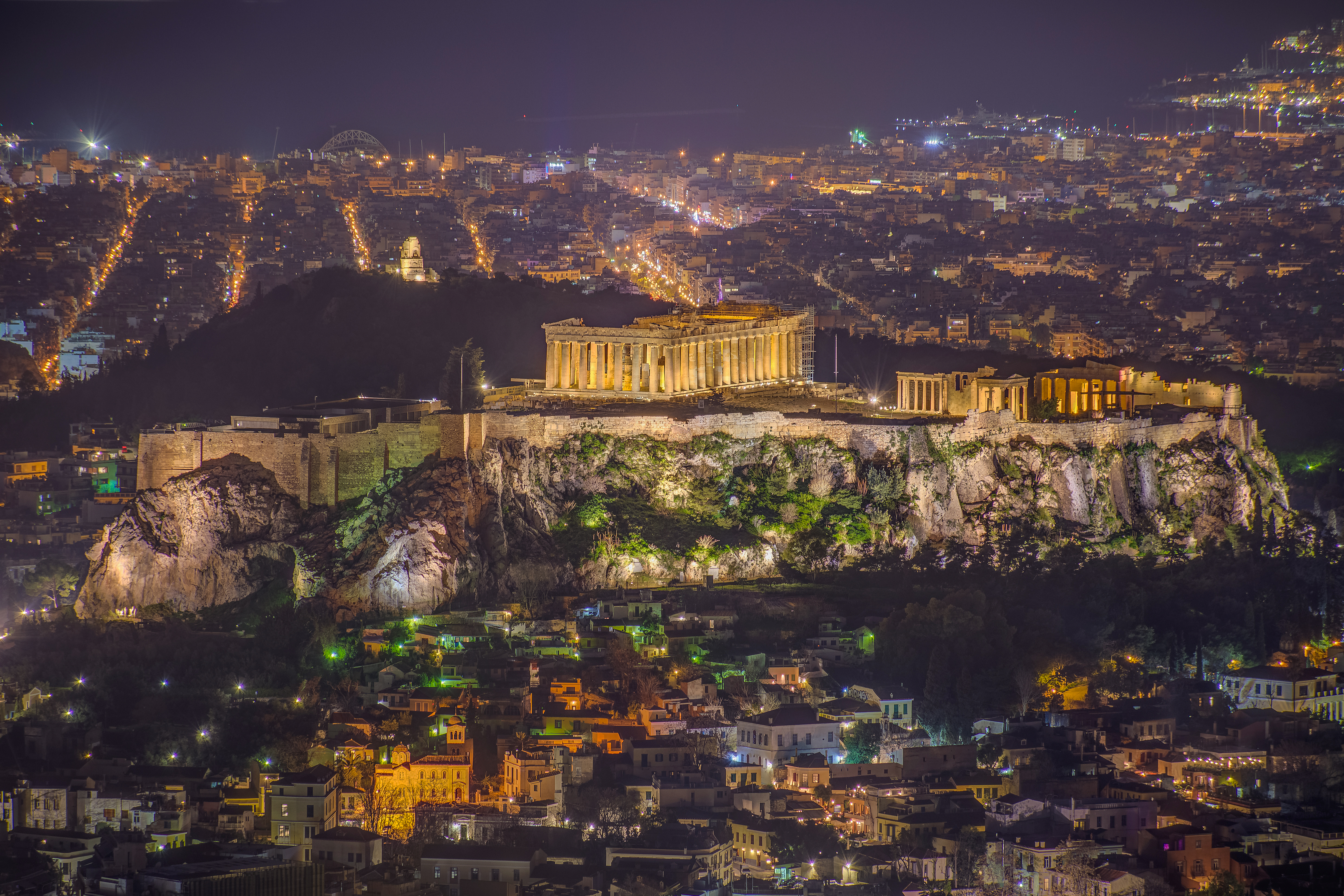
البارثينون في مدينة أثينا، تعد اليونان القديمة مهد الثقافة والحضارة الغربية.

ترتبط عرقية الأمة اليونانية بتطور عموم الهيلينية في القرن الثامن قبل الميلاد. وفقاً لبعض العلماء، كان الحدث التأسيسي هو دورة الألعاب الأولمبية في عام 776 قبل الميلاد، عندما تمت ترجمة فكرة الهلنسية المشتركة بين القبائل اليونانية إلى تجربة ثقافية مشتركة وكانت الهيلينية في المقام الأول مسألة ثقافة مشتركة. كتبت أعمال هوميروس (أي الألياذة والأوديسة) وهسيودوس (أي ثيوغونيا) في القرن الثامن قبل الميلاد، وأصبحت أساساً للدين القومي والروح والتاريخ والميثولوجيا. [62] تأسست بيثيا أبولو في دلفي في هذه الفترة.
تغطي الفترة الكلاسيكية من الحضارة اليونانية فترة تمتد من أوائل القرن الخامس قبل الميلاد إلى وفاة الإسكندر الأكبر، في عام 323 قبل الميلاد (يفضل بعض المؤلفين تقسيم هذه الفترة إلى «كلاسيكي»، من نهاية الحروب الفارسية اليونانية إلى نهاية الحرب البيلوبونيسية، و«القرن الرابع»، حتى وفاة الإسكندر الأكبر). سمي بهذا الاسم لأنه وضع المعايير التي ستحكم بها الحضارة اليونانية في العصور اللاحقة. كما وُصفت الفترة الكلاسيكية بأنها «العصر الذهبي» للحضارة اليونانية، وسوف يكون فنها وفلسفتها وهندستها المعمارية وأدبها مفيداً في تكوين وتطوير الثقافة الغربية. في الفترة الكلاسيكية، كانت أثينا مركزاً للفنون والتعلم والفلسفة، وموطن أكاديمية أفلاطون وليقيون وأرسطو، كانت أثينا أيضاً مسقط رأس سقراط وأفلاطون وبريكليس وأريستوفان وسوفوكليس والعديد من الفلاسفة والكتاب والسياسيين البارزين في العالم القديم. يشار إليها على نطاق واسع بأنها مهد الحضارة الغربية، ومكان ولادة الديمقراطية، يرجع ذلك إلى حد كبير إلى تأثير إنجازاتها الثقافية والسياسية خلال القرنين الخامس والرابع قبل الميلاد على بقية القارة الأوروبية المعروفة.

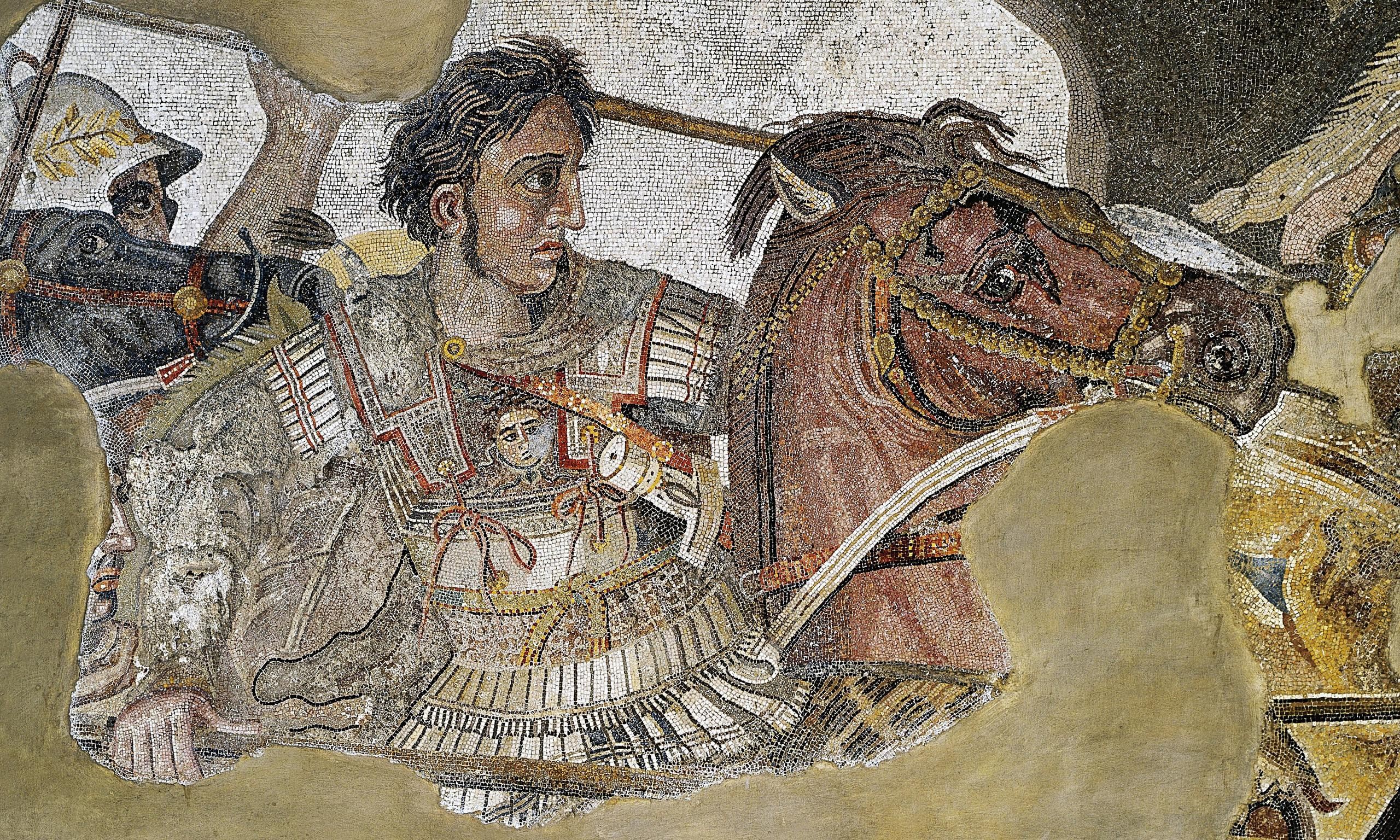
نقش فسيفسائي للإسكندر وهو يُقاتل شاه فارس دارا الثالث. مأخوذة من «لوحة الإسكندر الفسيفسائية» المعروضة في متحف ناپولي الوطني للآثار.

في حين أن اليونانيين في العصر الكلاسيكي فهموا أنفسهم من خلال الانتماء إلى جينات يونانية مشتركة، كان ولائهم الأول لمدينتهم، ولم يروا شيئًا متناقضاً عن القتال، في كثير من الأحيان بوحشية، مع دول المدن اليونانية الأخرى. وكانت الحرب البيلوبونيسية، حرب أهلية واسعة النطاق بين أقوى اثنتين من المدن اليونانية في أثينا وأسبرطة وحلفائها، وتركت كلاهما ضعيفاً إلى حد كبير.
كان معظم دول المدن اليونانية المتناحرة، في وجهات النظر بعض العلماء، متحدين تحت راية فيليب الثاني المقدوني والإسكندر الأكبر والمثل العليا الهيلينية، على الرغم من أن بعضها الآخر قد اختار عموماً، بدلاً من ذلك، للحصول على تفسير من "الفتح المقدوني من أجل الفتح" أو على الأقل الغزو من أجل الثروات والمجد والسلطة و"عرض" المثالية "كدعاية مفيدة موجهة نحو دول المدينة.
في أي حال، أدى إسقاط الإسكندر الأكبر للإمبراطورية الأخمينية، بعد انتصاراته في معارك جرانيكوس، وإسوس وغوغميلا، ليتقدم ويصل إلى حدود ما هو الآن باكستان وطاجيكستان، وقدم منفذاً مهماً للثقافة اليونانية، عبر إنشاء المستعمرات وطرق التجارة على طول الطريق. وفي حين أن الإمبراطورية الإسكندرية لم تنجو بعد موت مبتكرها، فإن الآثار الثقافية لانتشار الهيلينية في معظم أنحاء الشرق الأوسط وآسيا كانت طويلة الأمد حيث أصبحت اليونانية لغة مشتركة، وهي المكانة التي احتفظت بها حتى في العصر الروماني. استقر العديد من الإغريق في المدن الهلنستية مثل الإسكندرية وأنطاكية وسلوقية. بعد ألفي عام، لا تزال هناك مجتمعات في باكستان وأفغانستان، مثل قبيلة الكيلاش، والذين يدعون أنهم ينحدرون من المستوطنين اليونانيين.

### اليونان الهلنستية

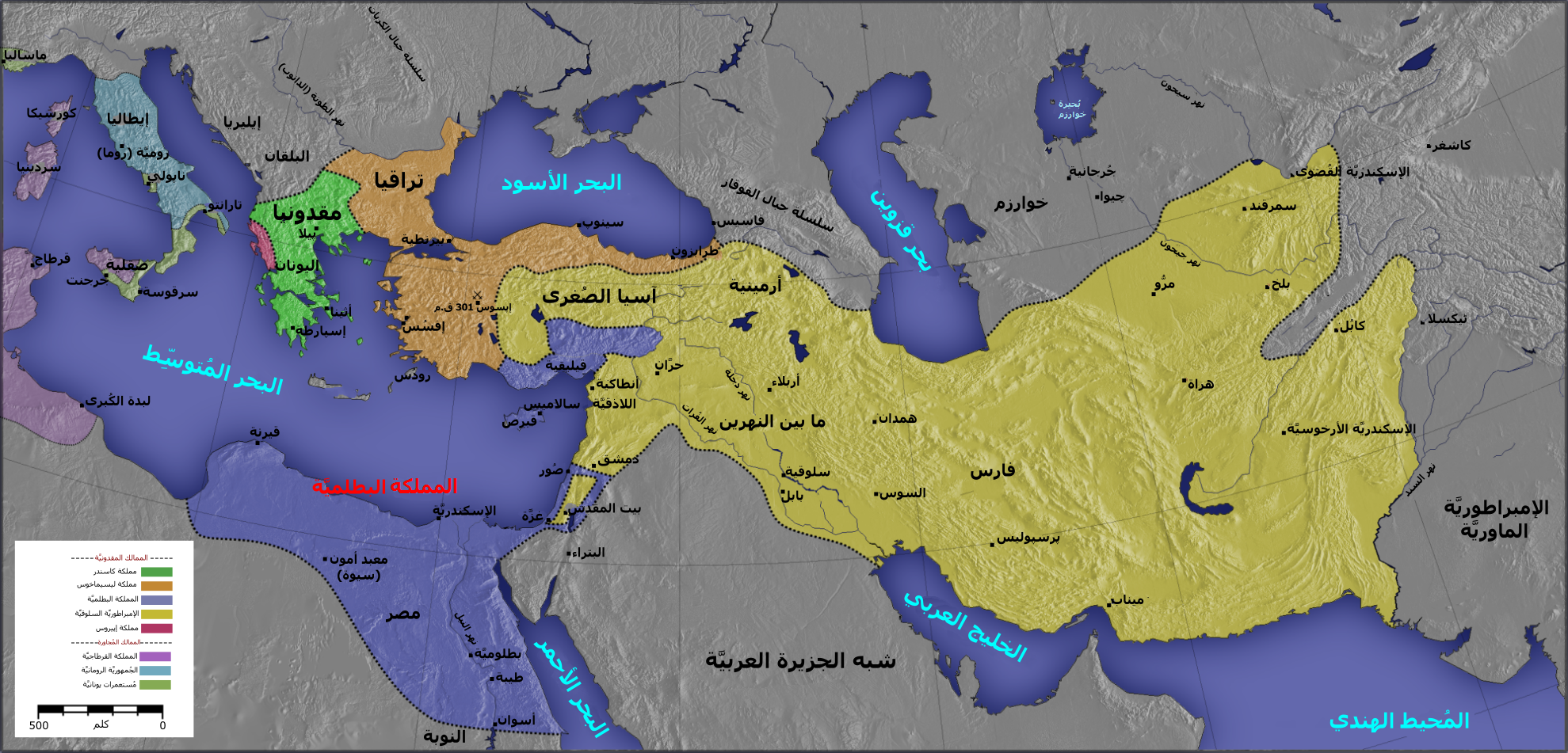
الحواضر الهلنستية الرئيسية في حوالي عام 300 قبل الميلاد؛ المملكة البطلمية (بالأزرق الداكن) والإمبراطورية السلوقية (بالأصفر).

كانت الحضارة الهلنستية هي الفترة التالية للحضارة اليونانية، والتي وضعت بداياتها عند وفاة الإسكندر الأكبر. هذا العصر الهلنستي، والذي سمي بذلك بسبب الهلينة الجزئيَّة للعديد من الثقافات غير اليونانية، واستمرت حتى تم غزو المملكة البطلمية في مصر من روما في عام 30 قبل الميلاد.
وشهد هذا العصر تحرك الإغريق نحو مدن أكبر وتقليصاً لأهمية الدولة المدينة. وكانت هذه المدن الكبيرة أجزاء من الممالك الأكبر من ملوك طوائف الإسكندر. وعلى الرغم من ذلك، ظلَّ اليونانيين على وعي بماضيهم، وبشكل رئيسي من خلال دراسة أعمال هوميروس والمؤلفين الكلاسيكيين. وكان العامل المهم في الحفاظ على الهوية اليونانية هو الإتصال «بالشعوب البربرية» (غير اليونانية)، والتي تعمقت في البيئة العالمية الجديدة للممالك الهلنستية المتعددة الأعراق. وأدى هذا إلى رغبة قوية بين اليونانيين لتنظيم انتقال تدريس قيم بوليس الهيلينية إلى الجيل القادم. وتعتبر العلوم والتكنولوجيا والرياضيات اليونانية عموماً قد بلغت ذروتها خلال الفترة الهلنستية. كثيراً ما ينظر العلماء والباحثين إلى اليونان القديمة باعتبارها الثقافة الأصيلة والمهد التي وضعت الأساس للحضارة الغربية خلال العصر الذي يعرف بالعصر الهلنستي.
في الممالك الهندية الإغريقية والإغريقية البخترية، انتشرت البوذية الإغريقية، وكان المبشرون اليونانيون يلعبون دوراً مهماً في نشره إلى الصين. أبعد الشرق، أصبحت الإسكندرية الأبعد الإغريقية معروفة للشعب الصيني باسم دايوان.

### الإمبراطورية الرومانية

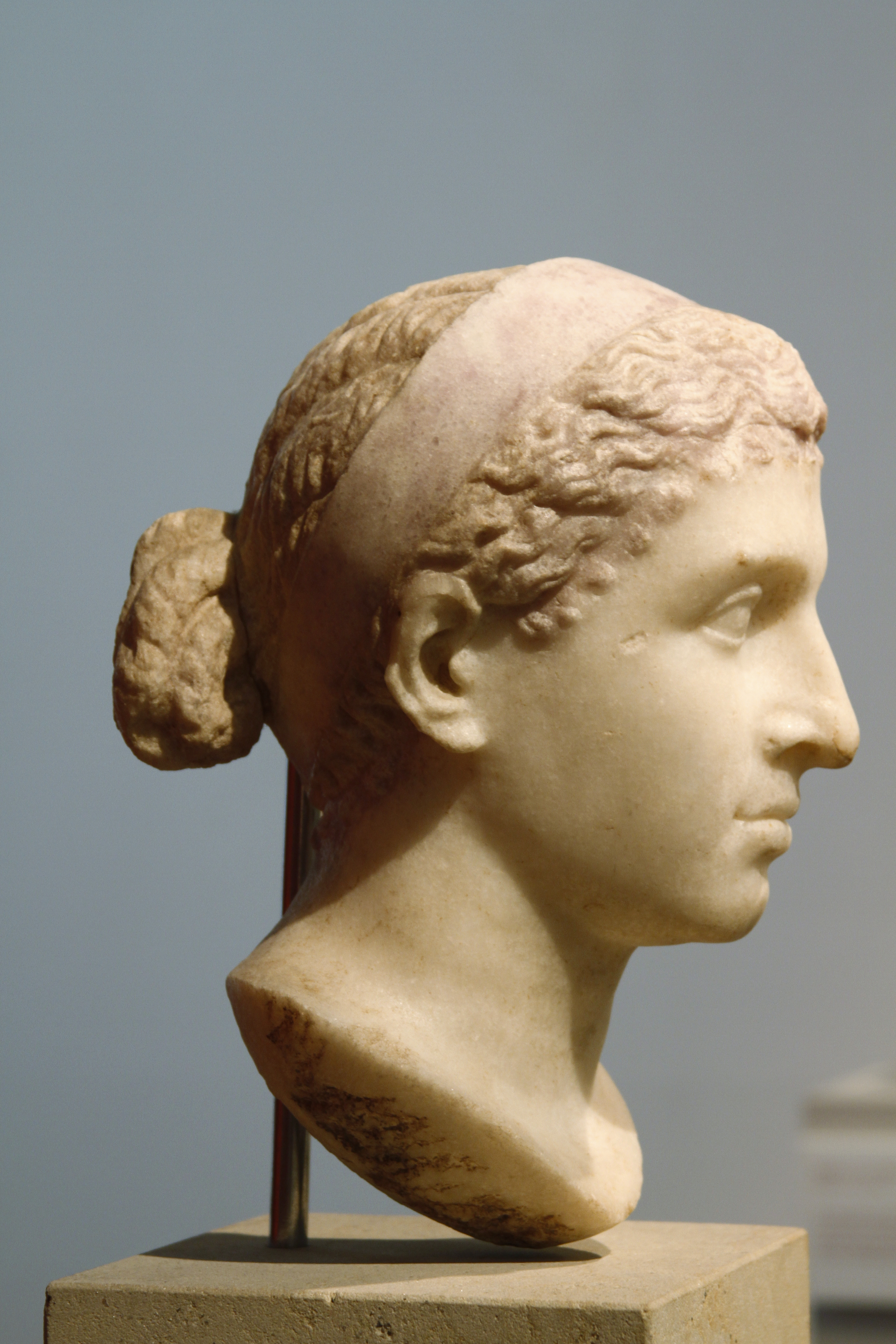
تمثال كليوباترا في متحف ألتيس، في برلين.

بين عام 168 قبل الميلاد وعام 30 قبل الميلاد، تم غزو العالم اليوناني كله قبل روما، وكان يعيش جميع المتحدثين باليونانية في العالم كمواطنين أو رعايا في الإمبراطورية الرومانية. وعلى الرغم من تفوقهم العسكري، كان الرومان معجبين بثقافة الإغريق وتأثروا تأثيراً كبيراً بإنجازات الثقافة اليونانية، وبيَّن ذلك قولاً شهيراً لهوراس: «اليونان الأسيرة أسرت غازيها البري» (باللاتينية: Graecia capta ferum victorem cepit)، ويعبر هوراس عن حس التخلف والازدواجية لأن روما غزت اليونان سياسياً وعسكرياً لكن روما لم تستطع إنتاج ثقافة متقنة مثل اليونان. في القرون التالية من الغزو الروماني للعالم اليوناني، اندمجت الثقافات اليونانية والرومانية إلى حد نشأة ثقافة يونانية رومانية واحدة.
في المجال الديني، كانت هذه فترة من التغيير العميق. شهدت الثورة الروحية التي وقعت في بداية القرن الثالث، انحسار الدين اليوناني القديم، واستمرت مع دخول الحركات الدينية الجديدة القادمة من الشرق. تم إدخال طقوس الآلهة مثل إيزيس وميثرا في العالم اليوناني. وكانت المجتمعات الناطقة باللغة اليونانية من الشرق المُهلين دور فعال في انتشار المسيحية المبكرة في القرن الثاني والثالث للميلاد، وكان القادة والكتَّاب (ولا سيَّما بولس الطرسوسي) المسيحيين الأوائل من الناطقين باللغة اليونانية عموماً، على الرغم أنه لم يكن أياً منهم من اليونان. ومع ذلك، تمسكت اليونان بالنزعة الوثنية ولم تكن واحدة من المراكز المؤثرة في المسيحية المبكرة. في الواقع، بقيت بعض الممارسات الدينية اليونانية القديمة في رواج حتى نهاية القرن الرابع، وفي بعض المناطق مثل جنوب جشرق بيلوبونيز بقيت أشكال الوثنية حتى فترة متقدمة من القرن العاشر الميلادي.
بينما كانت الفروق العرقية موجودة في الإمبراطورية الرومانية، لكنها أصبحت ثانوية بالنسبة لاعتبارات دينية، وجددت الإمبراطورية استخدامها للديانة المسيحية كأداة لدعم تماسكها وعززت الهوية الوطنية الرومانية القوية. ومن القرون الأولى من الحقبة العامة، اعتبر الإغريق أنفسهم رومان (باليونانية: Ῥωμαῖοι). وبحلول ذلك الوقت، أصبح مصطلح هيليني لوصف الوثنيين ولكن تم احياء المصطلح باعتباره اسم قومي في القرن الحادي عشر.

### الإمبراطورية البيزنطية

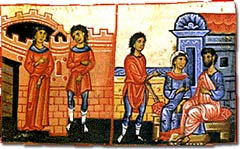
مشاهد من الزواج والحياة الأسرية في القسطنطينية.

هناك ثلاث مدارس فكرية حول هذه الهوية الرومانية البيزنطية في الدراسات البيزنطية المعاصرة: الأولى تعتبر «الرومانية» طريقة تحديد الذات لرعايا إمبراطورية متعددة الأعراق على الأقل حتى القرن الثاني عشر، حيث اعتبر السكان أنفسهم رومان، وهو نهج دائم، والذي ينظر إلى الرومان على أنها تعبير من القرون الوسطى لأمة يونانية موجودة باستمرار؛ في حين أن وجهة نظر ثالثة تعتبر الهوية الرومانية الشرقية كهوية وطنية ما قبل العصر الحديث. وكانت القيم الأساسية لليونانيين البيزنطيين مستمدة من المسيحية والتقليد الهوميري في اليونان القديمة.
خلال معظم العصور الوسطى، عرَّف اليونانيون البيزنطيون أنفسهم باسم «روماهي» أي «الرومان» (باليونانية: Ῥωμαῖοι)، أي مواطنو الإمبراطورية الرومانية، وهو مصطلح أصبح في اللغة اليونانية مرادفاً للمسيحيين اليونانيين. وتم استخدام المصطلح اللاتيني «جرايكوي» أي «اليونانيين» (باليونانية: Γραικοί)، على الرغم من أن استخدامه كان أقل شيوعاً، ولم يكن موجودًا في المراسلات السياسية البيزنطية الرسمية، قبل الحملة الصليبية الرابعة عام 1204. أصبحت الإمبراطورية الرومانية الشرقية (والتي تدعى اليوم تقليدياً باسم الإمبراطورية البيزنطية، وهو اسم لم يستخدم خلال ذلك الوقت)، على نحو متزايد متأثرة بالثقافة اليونانية بعد القرن السابع عندما قرر الإمبراطور هرقل (610-641) جعل اليونانية اللغة الرسمية للإمبراطورية. وعلى الرغم من أن الكنيسة الكاثوليكية اعترفت بإدعاء الإمبراطورية الشرقية للإرث الروماني لعدة قرون، الأ أنه بعدما أن توج البابا ليون الثالث، شارلمان ملك الفرنجة، في منصب «الإمبراطور الروماني» في 25 ديسمبر عام 800، وهو عمل أدى في النهاية إلى تشكيل الإمبراطورية الرومانية المقدسة، بدأ الغرب اللاتيني لصالح الفرنجة وبدأ في الإشارة إلى الإمبراطورية الرومانية الشرقية إلى حد كبير باعتبارها إمبراطورية الإغريق (باللاتينية: Imperium Graecorum). في الإمبراطورية الرومانية الشرقية كان استخدام مصطلح «جرايكوي» أي «اليونانيين» (باليونانية: Γραικοί) غير مألوف وغير موجود في المراسلات السياسية البيزنطية الرسمية، وذلك قبل الحملة الصليبية الرابعة من 1204. في حين يمكن استخدام هذا المصطلح اللاتيني للهيلينين القدماء بشكل محايد، فإن استخدامه من قبل الغربيين من القرن التاسع فصاعداً كان من أجل تحدي الادعاءات البيزنطية للتراث الروماني القديم وإزاحة مهينة للبيزنطيين الذين بالكاد استخدموها، في الغالب في سياقات متعلقة بالغرب، مثل النصوص المتعلقة في مجمع فلورنسا، لتقديم وجهة النظر الغربية.

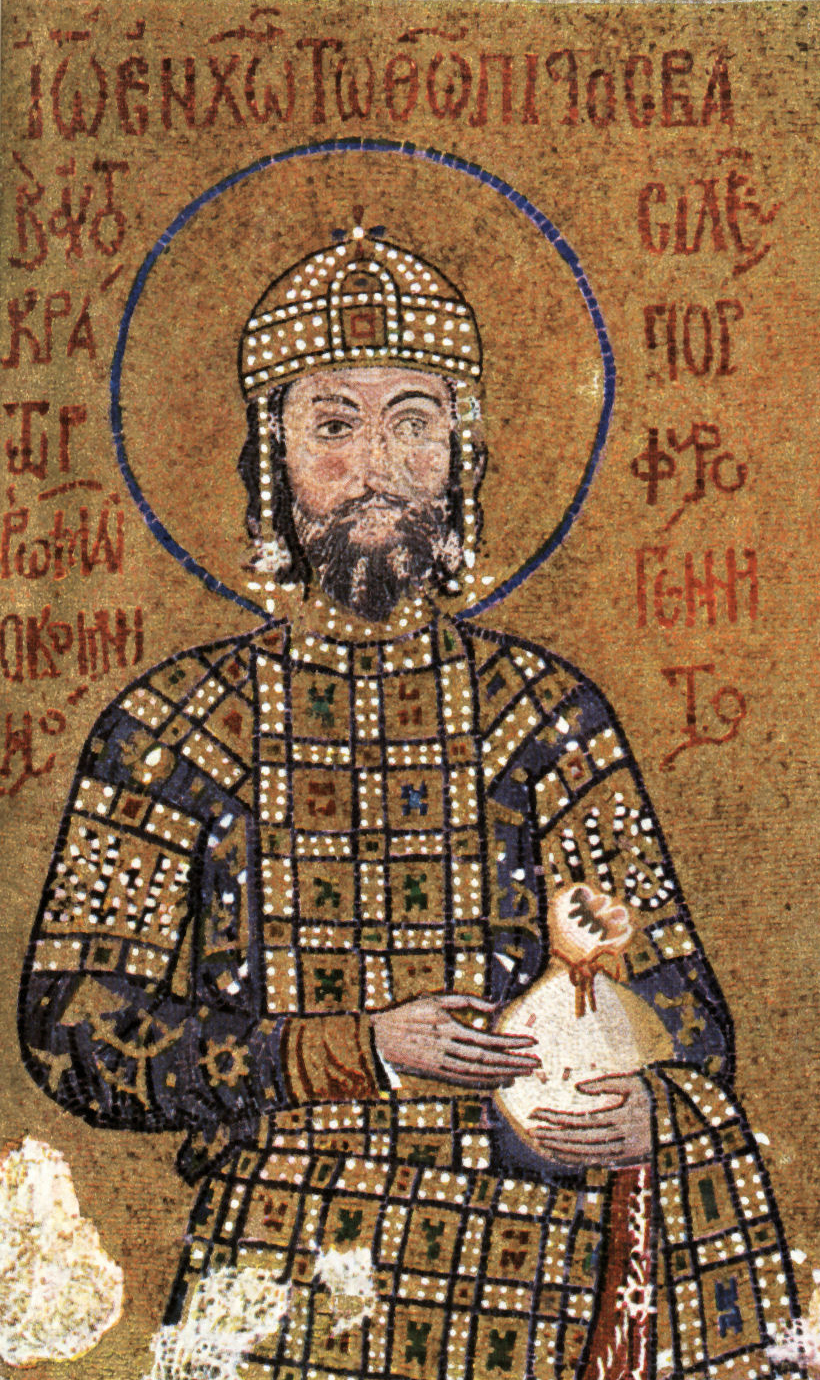
فسيفساء تصور الإمبراطور البيزنطي يوحنا الثاني كومنين.

كانت القسطنطينية، والتي أصبحت مركز المسيحية الشرقية ومركز حضاري عالمي، فأضحت أعظم مدن العالم في ذلك العصر. واشتهرت لقسطنطينيّة من خلال الروائع المعمارية، مثل كاتدرائية آيا صوفيا الأرثوذكسية الشرقية والتي كانت بمثابة مقر بطريركية القسطنطينية المسكونية، إلى جانب القصر الإمبراطوري المقدس حيث عاش الأباطرة، وبرج غلاطة، وميدان سباق الخيل، والبوابة الذهبيّة، فضلًا عن القصور الأرستقراطية الغنية والساحات العامة وحماماتها الفاخرة مثل حمامات زاكبيكوس. امتلكت القسطنطينية العديد من الكنوز الفنية والأدبية قبل أن تسقط في عام 1204 وعام 1453. كما اشتهرت المدينة بمكتباتها وأبرزها كانت مكتبة القسطنطينية وهي آخر المكتبات الكبيرة في العالم القديم. وقامت مكتبة القسطنطينية بحفظ المعرفة القديمة لليونان والإغريق لأكثر من ألف عام وحوت على حوالي 100,000 نص. وتعتبر جامعة القسطنطينية التي تأسست من قبل الإمبراطور ثيودوسيوس الثاني أول جامعة في العالم. وتضمنت الجامعة على كليات ومدارس في الطب، الفلسفة، اللاهوت والقانون، كما كانت المدارس الاقتصادية المختلفة والكليات والمعاهد الفنية والمكتبات وأكاديميات الفنون الجميلة أيضًا مفتوحة في المدينة.
ظهرت هوية يونانية متميزة أعيد بناءها في القرن الحادي عشر في الأوساط المتعلمة وأصبحت أكثر قوة بعد سقوط القسطنطينية على يد الصليبيين خلال الحملة الصليبية الرابعة في عام 1204. في إمبراطورية نيقية، استخدمت دائرة صغيرة من النخبة مصطلح «هيليني» كمصطلح تحديد ذاتي للهوية. بعدما استعاد البيزنطيين القسطنطينية، ومع ذلك، في عام 1261، أصبح مصطلح «روماهي» أي «الرومان» المهيمن مرة أخرى كمصطلح لوصف الذات وهناك عدد قليل لمصادر استخدمت مصلطح هيليني أو يوناني، كما هو الحال في كتابات جيمستوس بليثو، والذي تخلى عن المسيحية والتي توجت كتابات النزعة العلمانية الاهتمام في الماضي الكلاسيكي. ومع ذلك، كان الجمع بين المسيحية الأرثوذكسية مع الهوية اليونانية على وجه التحديد هي التي شكلت فكرة الإغريق عن أنفسهم في السنوات الشفق للإمبراطورية. في السنوات أفول الإمبراطورية البيزنطية، اقترحت شخصيات بيزنطية بارزة في إشارة إلى الإمبراطور البيزنطي باسم «إمبراطور الإغريق» واقتصرت هذه التعبيرات البلاغية إلى حد كبير مع الهوية اليونانية في الأوساط الفكرية، ولكن استمرت من قبل المثقفين البيزنطيين الذين شاركوا في عصر النهضة الإيطالية. واستكمل الاهتمام في التراث اليوناني الكلاسيكي مع التأكيد على الهوية اليونانية الأرثوذكسية، والتي عززت في الروابط بين الإغريق القرطوسيين والعثمانيين مع المسيحيين الأرثوذكس أخوانهم في الدين في الإمبراطورية الروسية. وتعززت هذه إضافياً بعد سقوط إمبراطورية طرابزون في عام 1461، وبعد ذلك خلال الحرب الروسية العثمانيَّة (1828-1829)، حيث فرّ وهاجر مئات الآلاف من اليونانيين البنطيين من جبال البنطس والمرتفعات الأرمنية إلى جنوب روسيا وجنوب القوقاز الذي كان خاضع للسيطرة الروسية آنذاك.
كان هؤلاء الإغريق البيزنطيون مسؤولين إلى حد كبير عن الحفاظ على أدب العصر الكلاسيكي. وكان النحويون البيزنطيون مسؤولين بشكل أساسي عن حمل الدراسات الكتابية والأدبية اليونانية القديمة للغرب خلال القرن الخامس عشر، بشكل شخصي أو من خلال الكتابات، مما أعطى النهضة الإيطالية دفعة كبيرة. وكان التقليد الفلسفي الأرسطوري غير متقطع تقريباً في العالم اليوناني لما يقرب من ألفي سنة، حتى سقوط القسطنطينية في عام 1453.
وكانت المساهمة الإغريقية البيزنطية الأبرز إلى العالم السلافي من خلال العمل على محو الأمية ونشر المسيحية. وأبرز مثال على ذلك كان عمل الأخوين البيزنطيين اليونانيين، الرهبان والقديسين كيرلس وميثوديوس من مدينة سالونيك الساحلية، والذين يُنسب إليهم اليوم بإضفاء الطابع الرسمي على أول أبجدية سلافية.

### الدولة العثمانية

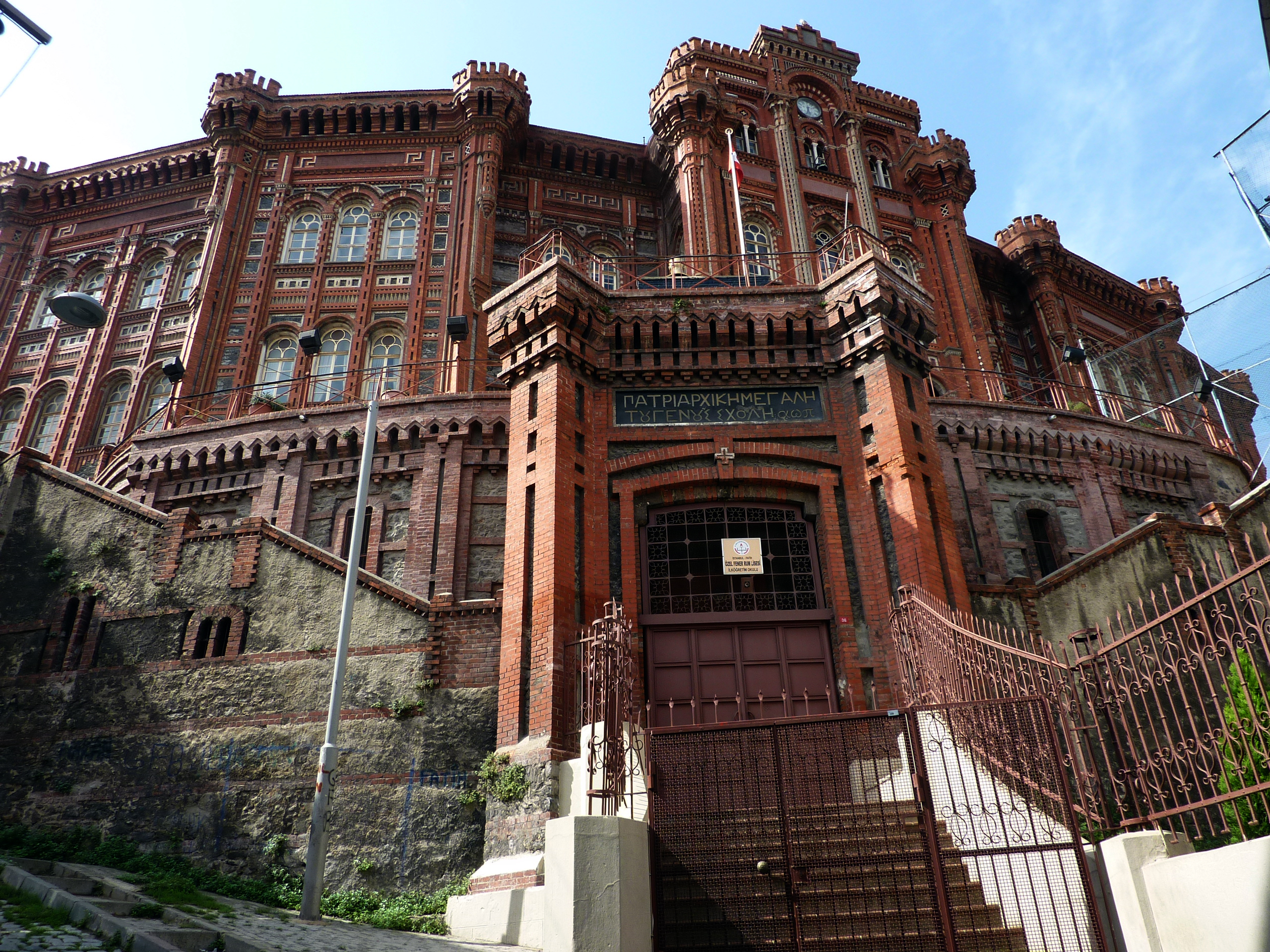
مدرسة القديس جورج قرب البطريركية؛ فقد كان يونانيو الفنار من النخب الثقافيَّة والسياسيَّة في الدولة العثمانيَّة.

بعد فتح القسطنطينية في 29 مايو من عام 1453، سعى العديد من اليونانيين إلى فرص عمل وتعليم أفضل من خلال الهجرة إلى الغرب، وخاصةً إلى إيطاليا وأوروبا الوسطى وألمانيا والإمبراطورية الروسية. ويرجع الفضل إلى اليونانيين بشكل كبير في الثورة الثقافية الأوروبية، التي أطلق عليها لاحقاً، عصر النهضة. في الأراضي المأهولة باليونانيين، لعب الإغريق دوراً رائداً في الدولة العثمانية، ويرجع ذلك جزئياً إلى حقيقة أن المحور المركزي للدولة، سياسياً وثقافياً واجتماعياً، كان قائماً على تراقيا الغربية ومقدونيا اليونانية، في شمال اليونان، وبالطبع تمركزت في العاصمة البيزنطية السابقة، القسطنطينية، ذات الأغلبية اليونانية. وكنتيجة مباشرة لهذا الوضع، لعب الناطقون باللغة اليونانية دوراً هاماً للغاية في المؤسسة التجارية والدبلوماسية العثمانية، وكذلك في حياة الكنيسة الشرقية. ظهر في هذه الفترة نفوذ يونان الفنار وهم أبناء عائلات يونانية أرستقراطية سكنت في حي الفنار في مدينة إسطنبول الحاليّة، إذ يعتبر حي الفنار مركز بطريركية القسطنطينية المسكونية، أي بالتالي مركز الأرثوذكسية الشرقية العالميّ. كان لهذه العائلات نفوذ سياسي داخل الدولة العثمانية ونفوذ ديني في تعيين البطريرك، الزعيم المسيحي الأبرز في الدولة العثمانية. احتل الفناريون تقليديًا أربع وظائف ذات أهمية كبرى في الدولة العثمانية: وهي الترجمان، وترجمان الأسطول، وحكام مولدوفا وحكام الأفلاق. كانت غالبية عائلات حي الفنار من أصول يونانية بيزنطية وارتبطت بالحضارة الهلنستية والحضارة الغربية وشكلّت الطبقة المتعلمة والمثقفة في الدولة العثمانية مما أفسح لها نفوذ سياسي وثقافي. إضافة إلى ذلك، في النصف الأول من الفترة العثمانية، شكل الرجال من أصول يونانية نسبة كبيرة من الجيش العثماني، والبحرية، والبيروقراطية الحكومية، بعد أن فرض عليهم في سن المراهقة (مع الألبان والصرب على وجه الخصوص) إلى الخدمة العثمانية من خلال الدوشيرمة. لذلك كان العديد من العثمانيين من أصل يوناني (أو ألباني أو صربي) موجودون ضمن القوات العثمانية التي حكمت المحافظات، من مصر العثمانية، إلى اليمن والجزائر خلال العهد العثماني، وكثيراً ما كانوا حكامًا إقليميين.

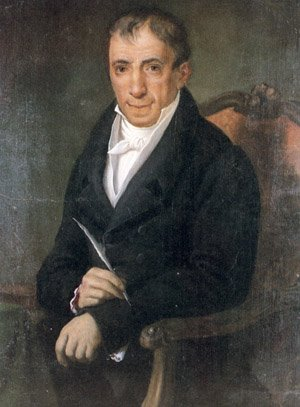
أدامانتيوس كوريس؛ شخصية رئيسية في عصر التنوير اليوناني.

بالنسبة لأولئك الذين بقوا تحت نظام الملّة في الدولة العثمانية، كان الدين هو السمة المميزة للجماعات الوطنية من الملل المختلفة، وأطلق العثمانيين على جميع أعضاء الكنيسة الأرثوذكسية الشرقية، اسم «ملة الروم» (بالتركيَّة: millet-i Rûm) بغض النظر عن لغتهم أو أصلهم العرقي. وكان المتحدثين باللغة اليونانية هم المجموعة العرقية الوحيدة التي أطلقوا على أنفسهم اسم الروم، وعلى الأقل بين المتعلمين، اعتبروا أنَّ عرقهم من نسل الهيلينيين. وكان المسيحيين خاصةً من الأرمن واليونانيين عماد النخبة المثقفة والثرية في عهد الدولة العثمانية، وكانوا أكثر الجماعات الدينية تعليمًا، ولعبوا أدوارًا في تطوير العلم والتعليم واللغة والحياة الثقافية والاقتصادية.
ومع ذلك، كان هناك العديد من اليونانيين المسيحيين الذين إما هاجروا، ولا سيّما إلى حامية المسيحية الأرثوذكسية أو الإمبراطورية الروسية، أو ببساطة تحولوا إلى الإسلام، وغالباً ما كان التحول سطحياً للغاية وبقيوا مسيحيين متخفين. عشية الحرب العالمية الأولى كانت هناك جماعات سرية من اليونانيين الأرثوذكس البنطيين والتي تحولت إلى الإسلام شكلًا هربًا من الضرائب والاضطهادات في حين ظلت تمارسون الشعائر المسيحية في السر. ومن الأمثلة البارزة على التحول الواسع النطاق إلى الإسلام التركي بين أولئك الذين يتم تعريفهم اليوم باسم «المسلمين اليونانيين» - باستثناء أولئك الذين اضطروا إلى التحول كطريقة طبيعية إلى أن يتم تجنيدهم من خلال الدوشيرمة - والتي كانت موجودة في كريت، ومقدونيا اليونانية، واليونانيين البنطيين في البنطس والمرتفعات الأرمنية. كان عدد من السلاطين والأمراء العثمانيين أيضاً من أصول يونانية جزئية، وكانت أمهاتهم إما محظيات يونانيات أو أميرات من عائلات نبيلة بيزنطية، ومن الأمثلة الشهيرة على ذلك السلطان سليم الأول (1517-1520)، والذي كانت أمه كلبهار خاتون الثانية يونانية بنطية.
يمكن إرجاع جذور النجاح الإغريقي في الدولة العثمانية إلى التقليد اليوناني في التعليم والتجارة والمتمثل في يونان الفنار. وكانت ثروة طبقة التجار الواسعة النطاق التي وفرت الأساس المادي للإحياء الفكري الذي كان سمة بارزة للحياة اليونانية في نصف القرن وأكثر مما أدى إلى اندلاع حرب الاستقلال اليونانية في عام 1821. وليس من قبيل الصدفة، عشية عام 1821، كانت المراكز الثلاثة الأكثر أهمية للتعلم اليوناني تقع في خيوس، وسميرنا وأيفاليك، وجميعها من المراكز الرئيسية الثلاثة للتجارة اليونانية. كما تم تفضيل النجاح اليوناني بالسيطرة اليونانية على الكنيسة الأرثوذكسية الشرقية.

### الحقبة المعاصرة

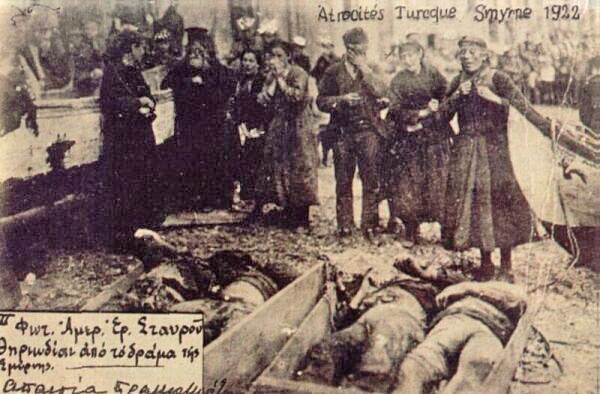
نساء يونانيات تبكي لمقتل أقربائها بعد مجزرة أزمير عام 1922.

استمرت العلاقة بين الهوية العرقية اليونانية والكنيسة اليونانية الأرثوذكسية بعد إنشاء الدولة القومية اليونانية الحديثة في عام 1830. وفقاً للمادة الثانية من الدستور اليوناني الأول لعام 1822، تم تعريف اليونانيين على أنهم أي مسيحي مقيم في مملكة اليونان، وحُذفت الفقرة بحلول عام 1840. خلال الحرب العالمية الأولى وما تلاها (1914-1922). وتم الاعتراف في مملكة اليونان دوليًا بموجب معاهدة القسطنطينية، حيث حصلت أيضًا على الاستقلال التام عن الدولة العثمانية. وشهد هذا الحدث أيضًا ولادة أول دولة يونانية مستقلة تمامًا منذ سقوط الإمبراطورية البيزنطية على يد العثمانيين في منتصف القرن الخامس عشر. وحكم المملكة آل شليسفيش هولشتاين سوندربورغ غلوكسبورغ خلُفت المملكة الجمهورية اليونانية الأولى بعد حرب الاستقلال اليونانية واستمرت حتى عام 1924 حينما ألغي النظام الملكي وقامت الجمهورية اليونانية الثانية عقب هزيمة اليونان أمام تركيا في حملة آسيا الصغرى.
خلال الحرب العالمية الأولى وما تلاها (1914-1922) حصلت إبادة جماعية المنهجية ضد السكان المسيحيين اليونانيين العثمانيين والتي نفذت في وطنهم التاريخي في الأناضول، وتم تحريض على الإبادة من قبل حكومة الدولة العثمانية والحركة الوطنية التركية ضد السكان الأصليين من اليونانيين للإمبراطورية اليونانية في البنطس وغيرها من المناطق التي تقطنها الأقليات الإغريقية. وتضمنت الحملة مذابح، وعمليات نفي من المناطق والتي تضمنت حملات قتل واسعة ضد هذه الأقليات؛ متمثلة في مجازر وعمليات الترحيل القسري من خلال مسيرات الموت أو الإعدام التعسفي، فضلًا عن تدمير المعالم المسيحية الأرثوذكسية الثقافية والتاريخية والدينية. وخلال هذه الفترة قامت الدولة العثمانية بمهاجمة وقتل مجموعات عرقية مسيحية أخرى منها الأرمن والسريان والكلدان والآشوريين وغيرهم، ويرى العديد من الباحثين أن هذه الأحداث، تعتبر جزء من نفس سياسية الإبادة التي انتهجتها الدولة العثمانية ضد الطوائف المسيحية.
بعد قرن من ذلك، عندما تم التوقيع على معاهدة لوزان بين اليونان وتركيا في عام 1923، واتفق البلدان على استخدام الدين كمحدد للهوية العرقية لأغراض التبادل السكاني، على الرغم من أن معظم اليونانيين كانوا قد تم طردهم (أكثر من مليون من أصل 1.5 مليون شخص) بحلول الوقت الذي تم فيه توقيع الاتفاقية. أدت أحداث مثل الإبادة اليونانية، ولا سيَّما التطهير العرقي لليونانيين البنطيين في منطقة الساحل الجنوبي للبحر الأسود، والتي كانت متزامنة مع وتبعية حملة آسيا الصغرى اليونانية الفاشلة جزءاً من عملية تتريك الدولة العثمانية ووضع اقتصادها وتجارتها، والتي كانت إلى حد كبير في أيدي اليونانيين تحت السيطرة الأتراك. يذكر أن تبادل السكان اثر بشكل سلبي على الطبقة البرجوازية في تركيا، حيث شكل المسيحيين نسبة هامة من الطبقة البرجوازية. خلال الحرب التركية اليونانية ذكرت العديد من التقارير عن انتهاكات جسيمة ارتكبتها القوات التركية بحق المدنيين المسيحيين اليونان والأرمن بشكل رئيسي. وتشير التقارير أيضاً إلى ارتكاب القوات اليونانية أيضاً انتهاكات جسيمة بحق المدنيين المسلمين من الأتراك خلال الحرب التركية اليونانية.
بلغت أعداد من تبقى من اليونانيين ومعظمهم في إسطنبول قرابة 150,000 نسمة في سنة 1924. وقد تضائل عدد اليونانيين في إسطنبول بعد نشوء الجمهورية التركيّة على أثر أحداث مثل اتفاقية التبادل السكاني بين اليونان وتركية 1923، وضريبة الثروة التركية سنة 1942 والتي استهدفت بشكل خاص المسيحيين واليهود وبوغروم إسطنبول سنة 1955. وفي عام 1955، تسببت مذبحة إسطنبول إلى هجرة وفرار في معظم اليونانيين الذين بقوا في مدينة إسطنبول. يعرّف المؤرخ ألفريد موريس دي زاياس مذبحة إسطنبول بأنها جريمة خطيرة للغاية ضد الإنسانية، ويؤكد أن فرار اليونانيين وهجرتهم الكبيرة بعد المذبحة يقابلان معايير «النية للتدمير كليًا أو جزئيًا» لاتفاقية الإبادة الجماعية.

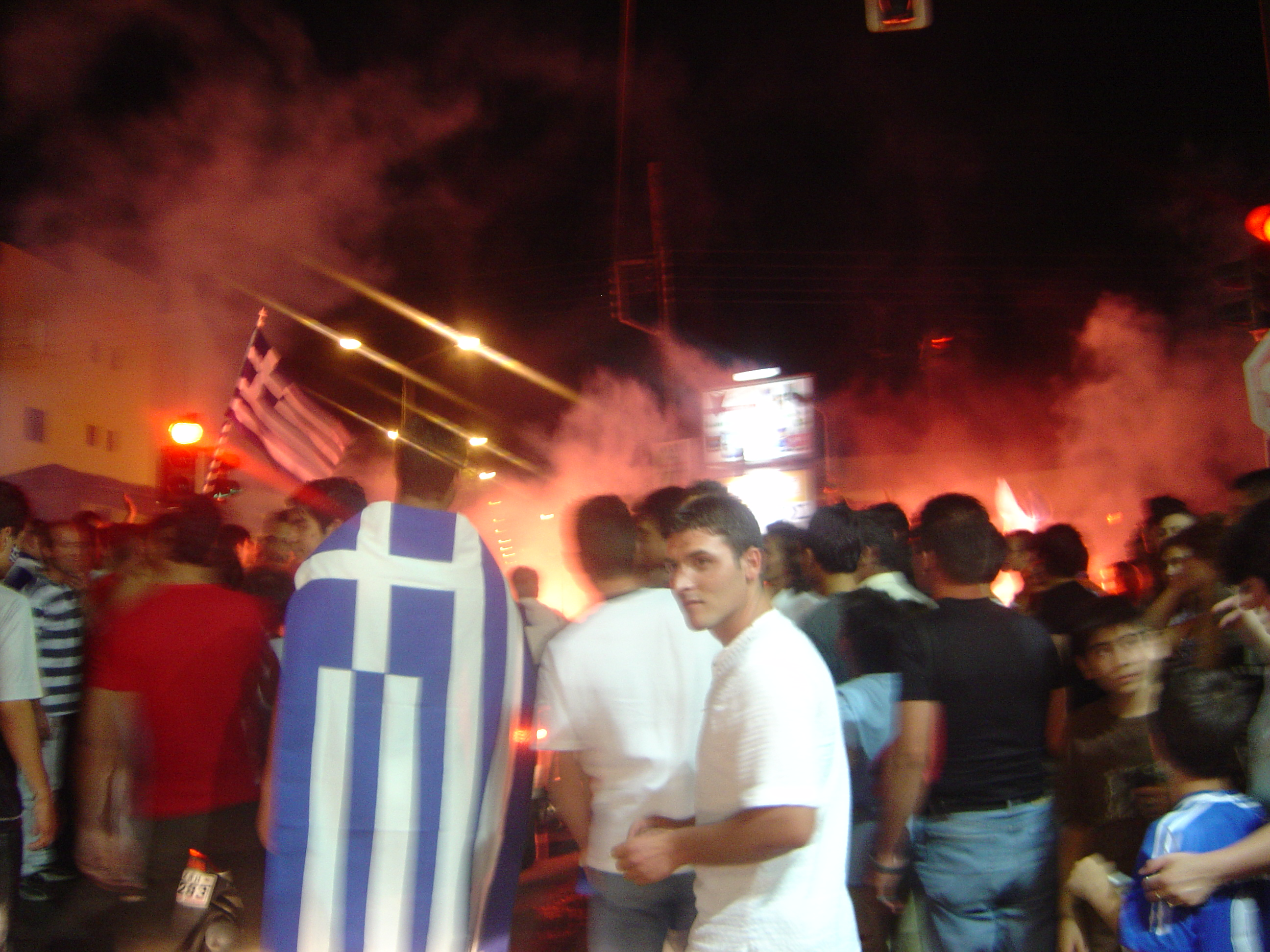
إحتفالات في اليونان بعد فوز اليونان في نهائي بطولة أمم أوروبا 2004.

استمرت الجمهورية الهيلينية الثانية في اليونان حتى أطيحت بانقلاب عسكري عام 1935، واسترجع النظام الملكي في البلاد. واستمرت الملكية من عام 1935 حتى عام 1973. وحُلت الملكية مجدداً بعد حقبة دكتاتورية السبع السنوات، حيث كان المجلس العسكري اليوناني خلال هذه الحقبة هو السلطة الحاكمة في اليونان بدءًا من صباح يوم 21 ابريل عام 1967 مع الانقلاب العسكري بقيادة مجموعة من العقداء بالجيش اليوناني، وحتى يوليو عام 1974. وقامت الجمهورية الثالثة والحاليَّة بعد عقد استفتاء شعبي. وانضمت اليونان إلى حلف شمال الأطلسي في عام 1980. وأصبحت اليونان العضو العاشر في المجتمعات الأوروبية (التي أضحت الاتحاد الأوروبي لاحقًا) في 1 يناير من عام 1981، وبدأت فترة من النمو الاقتصادي المطرد. وأدّت الاستثمارات الواسعة النطاق في المؤسسات الصناعية والبنية التحتية الثقيلة، وكذلك الأموال من الاتحاد الأوروبي والإيرادات المتزايدة من السياحة والشحن وقطاع الخدمات سريع النمو إلى رفع مستوى المعيشة في البلاد إلى مستويات غير مسبوقة. وتحسنت العلاقات المتوترة تقليدياً مع تركيا المجاورة عندما ضربت الزلازل المتتالية الدولتين في عام 1999، مما أدى إلى رفع حق النقض اليوناني ضد محاولة تركيا الانضمام إلى الاتحاد الأوروبي. وتبنت البلاد عملة اليورو في عام 2001 واستضافت بنجاح الألعاب الأولمبية الصيفية عام 2004 في أثينا. في الآونة الأخيرة، عانت اليونان إلى حد كبير من الركود الاقتصادي في أواخر عام 2000 وكانت محوريَّة لأزمة الديون الأوروبية. وبسبب اعتمادها على اليورو، عندما واجهت اليونان أزمة مالية، لم يعد بإمكانها تخفيض قيمة عملتها لاستعادة قدرتها التنافسية. وكانت البطالة بين الشباب مرتفعة بشكل خاص خلال الألفية الجديدة. وأدَّت أزمة الديون الحكومية اليونانية في عام 2010، وما تلاها من سياسات التقشف، إلى احتجاجات.

## الهوية

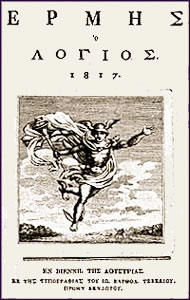
غلاف نص هيرميس أو لوجيوس، وهو منشور أدبي يوناني يعود إلى أواخر القرن الثامن عشر وأوائل القرن التاسع عشر كان له مساهمة كبيرة في عصر التنوير اليوناني الحديث.

تختلف المصطلحات المستخدمة لتعريف اليونانيين على مدار التاريخ ولكنها لم تكن محددة أو محددة تماماً مع العضوية إلى دولة يونانية. قدّم هيرودوت رواية شهيرة عن الهوية العرقية اليونانية (الهيلينية) المحددة في يومه، وعرفها كالتالي:
- أصل مشترك (باليونانيَّة: ὅμαιμον، «من نفس الدم»)،[142]
- لغة مشتركة (باليونانيَّة: ὁμόγλωσσον، «التحدث بنفس اللغة»)،[143]
- المقامات والتضحيات المشتركة (باليونانية: θεῶν ἱδρύματά τε κοινὰ καὶ θυσίαι)
- عادات مشتركة (باليونانية: ὁμότρα ὁμότροπ، «عادات مثل الموضة»).[144][145][146]

وفقاً للمعايير الغربية، يشير مصطلح اليونانين تقليدياً إلى أي من المتحدثين للغة اليونانية، سواء بالميسينية أو البيزنطية أو اليونانية الحديثة. اليونانيون البيزنطيون عرفوا أنفسهم باسم «الرومان»، أو «الإغريق» وأو «المسيحيين» حيث كانوا الورثة السياسيين للإمبراطورية الرومانية، وهم أحفاد وأسلافهم اليونانيين الكلاسيكيين وأتباع رسل يسوع؛ خلال الفترة البيزنطية من منتصف القرن الحادي عشر وأواخر القرن الثالث عشر، كان عدد متزايد من المثقفين البيزنطيين اليونانيين يعتبرون أنفسهم هيلينين، على الرغم من أن معظمهم كانوا يتحدثون باليونانية، فإن «الهيلينية» كانت ما زالت تعني الوثنية. في عشية سقوط القسطنطينية حث الإمبراطور الأخير جنوده على تذكر أنهم من نسل اليونانيين والرومان.
قبل تأسيس الدولة القومية اليونانية الحديثة، تم التأكيد على العلاقة بين اليونانيين القدامى والحديثين من قبل علماء التنوير اليونانيين وخاصةً من قبل ريجاس فيروس. في كتابه «الدستور السياسي»، يخاطب الأمة باسم «الشعب المنحدر من الإغريق». وتم إنشاء الدولة اليونانية الحديثة في عام 1829، عندما حرر اليونانيون جزءاً من أوطانهم التاريخية، البيلوبونيز، من الدولة العثمانية. كان للشتات اليوناني الكبير والطبقة التجارية دور فعال في نقل أفكار القومية الرومانسية الغربية والفلهيلينية، والتي شكلت مع مفهوم الهيلنية، التي صيغت خلال القرون الأخيرة للإمبراطورية البيزنطية، أساس حركة التنوير اليونانية الحدثية ومفهوم تيار الهيلينية.
اليونانيون اليوم هم أمة في معنى عرقي، محددة من خلال امتلاك الثقافة اليونانية ولغة الأم اليونانية، وليس عن طريق المواطنة والعرق والدين أو من خلال كونهم رعايا لأية دولة معينة. في العصور القديمة والعصور الوسطى وإلى حد أقل اليوم كان المصطلح اليوناني جينوس، والذي يشير أيضًا إلى سلالة مشتركة.

### الأسماء

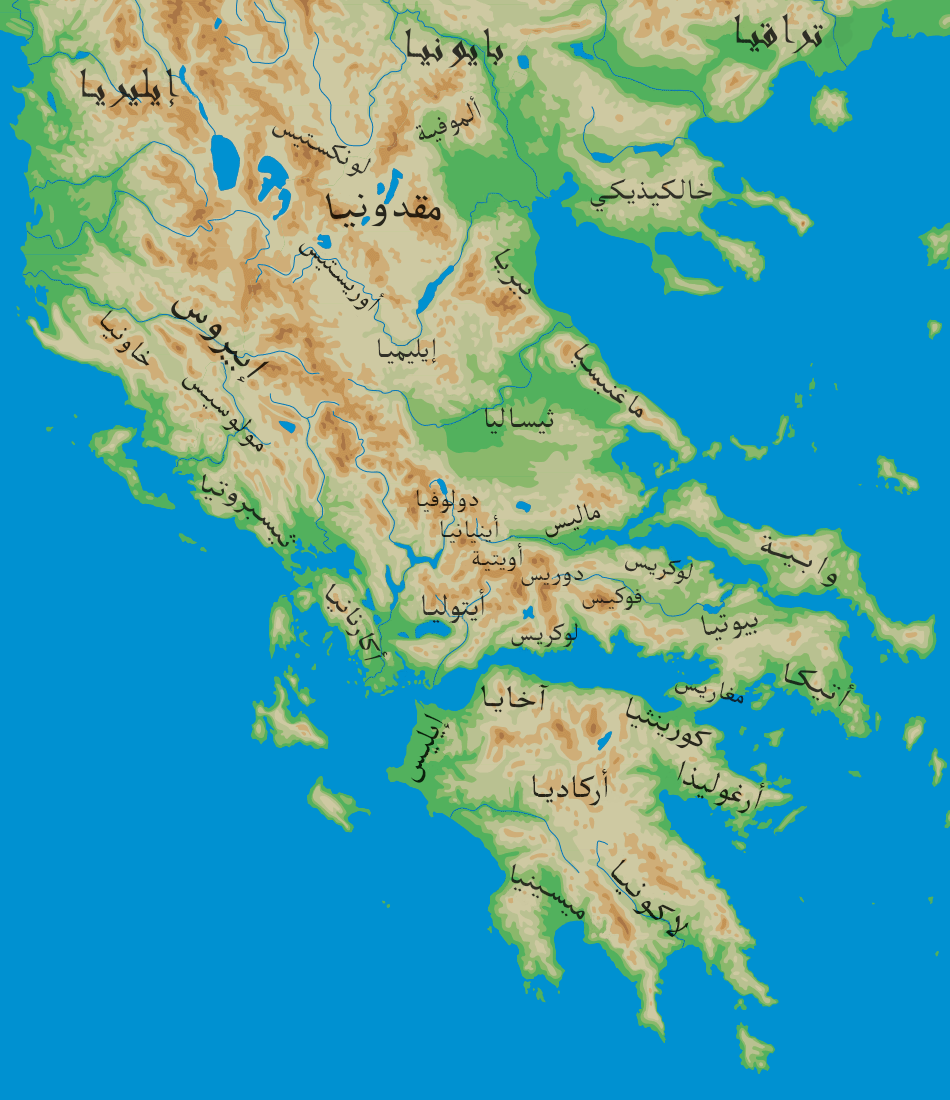
خريطة توضح المناطق الرئيسية من البر القديم اليونان، والأراضي "البربرية" المجاورة.

استخدم اليونانيون والمتحدثون اليونانيون أسماء مختلفة للإشارة إلى أنفسهم بشكل جماعي. مصطلح آخيون (باليونانيَّة: Ἀχαιοί) هو واحد من الأسماء الجماعيَّة لليونانيين في إلياذة هوميروس وملحمة أوديسة وكان يمكن أن يكون جزءاً من الحضارة الميسينية التي هيمنت على اليونان من عام 1600 قبل الميلاد حتى 1100 قبل الميلاد. الأسماء الأخرى الشائعة هي دانانيس (باليونانيَّة: Δαναοί)، وآرجايد (باليونانيَّة: Ἀργεῖοι)، وفلهيليون (باليونانيَّة: Πανέλληνες)، وهيلينيون (باليونانيَّة: Ἕλληνες) كلاهم تظهر مرة واحدة فقط في الإلياذة؛ وتم استخدام كل هذه المصطلحات، بشكل مترادف، للدلالة على هوية يونانية مشتركة. في الفترة التاريخية، حدد هيرودوت الآخايين من البيلوبونيز الشماليين كأحفاد الآخايين الهوميروس.
يشير هوميروس يشير إلى الهيلينيين كقبيلة صغيرة نسبياً استقرت في ثيساليك فثيا، مع المحاربين تحت قيادة آخيل. وبحسب التسلسل الزمني باريان أنّ فثيا كان موطن الهيلينيين وأنَّ هذا الاسم أُعطي لأولئك الذين كانوا يطلقون عليه في السابق باليونانيين (باليونانيَّة: Γραικοί). في الميثولوجيا الإغريقيَّة، هيلين، أب الهيلينيين الذين حكموا حول فثيا، كان ابن بيرها وديوكاليون، الناجين الوحيدين بعد الطوفان العظيم. ويذكر الفيلسوف اليوناني أرسطو أن هيلاس القديمة هي منطقة في إبيروس بين دودونا ونهر أخيلوس، موقع الطوفان العظيم من ديوكاليون، وهي أرض احتلها سيلوي واليونانيين الذين أصبحوا فيما بعد يعرفون باسم «الهيلينيين». في التقليد الهوميروسي، كان سلوي كهنة دودونيان زيوس.
في قصيدة دليل النساء لهسيودوس، يتم تقديم جريكوس على أنه ابن زيوس، وباندورا الثاني كأخت هيلين أب الهيلينيين. ووفقاً للتسلسل الزمني باريان، عندما أصبح ديوكاليون ملك فثيا، دعي الجريكوس (باليونانيَّة: Γραικοί) بالهيلينيين. ويشير أرسطو في كتابه ميتوريجليكا إلى أن الهيلينيين كانوا مرتبطين بالجريكوس. وقد أطلق العرب والمُسلمين على اليونانيين تسمية «الروم»، وهي تسمية مُشتركة كانت تشملهم مع الرومانيين على اعتبار أنَّ البيزنطيين كانوا يُسمون أنفسهم رومانًا. تاريخياً كانت تسمية «الروم» هي للإشارة إلى سكان الإمبراطورية الرومانية الشرقية، وكذلك استخدمت التسمية من قبل المسيحيين العرب في الشرق الأوسط خصوصاً من أتباع البطريركية الأنطاكيَّة والبطريركية المقدسيَّة، حيث يطلقون على أنفسهم تسمية الروم الأرثوذكس أو الروم الكاثوليك.

### الاستمرارية

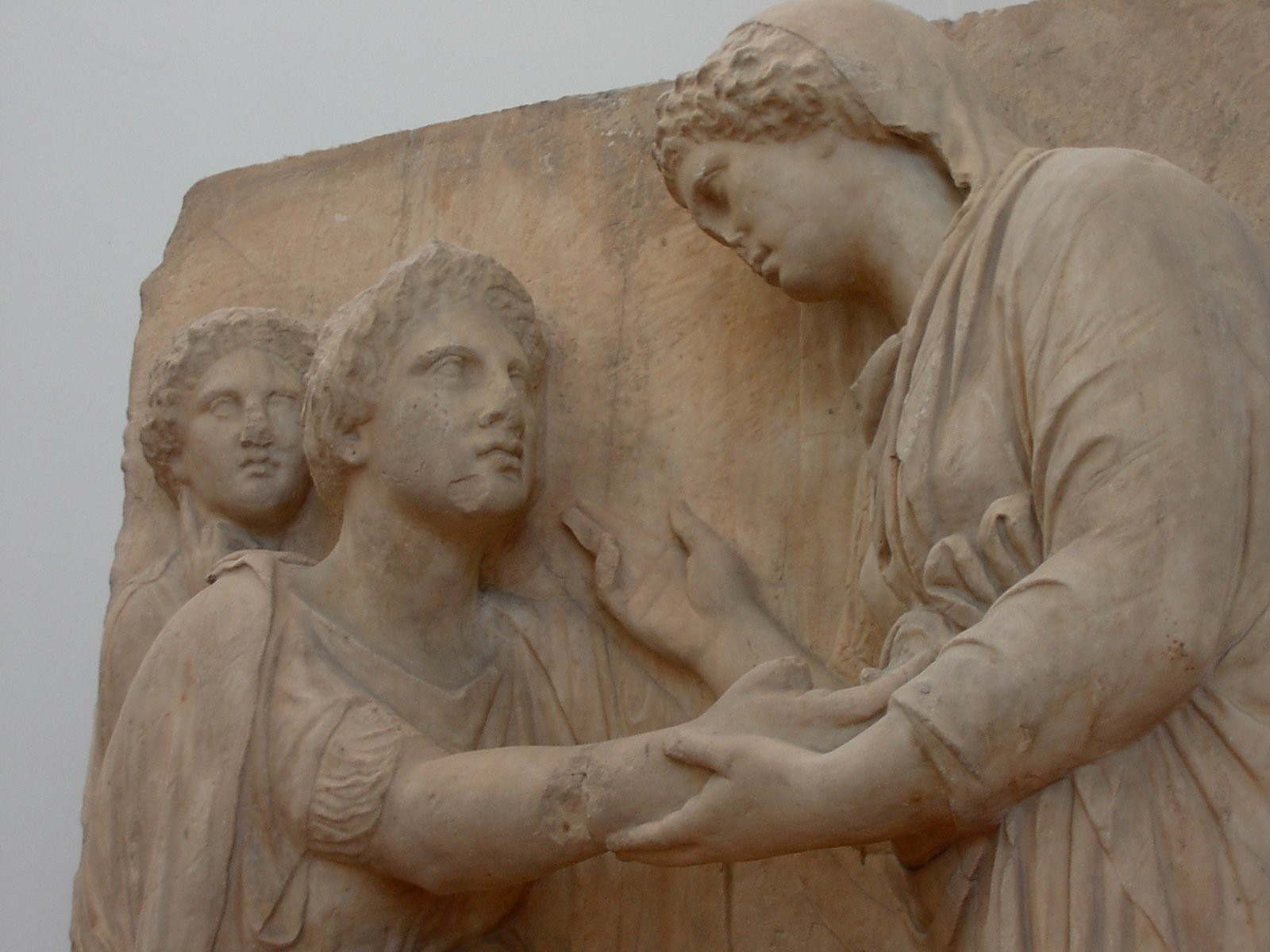
مجموعة عائلية على لوحة تذكارية من أثينا، في متحف الآثار الوطني، أثينا.

الرابط الأكثر وضوحاً بين الإغريق القدماء والمعاصرين هو لغتهم، والتي لديها تقليد موثق من القرن الرابع عشر قبل الميلاد على الأقل حتى يومنا هذا، وإن كان ذلك مع استراحة خلال العصور المظلمة اليونانية (القرنان الثامن عشر والثامن عشر قبل الميلاد، على الرغم من أن نظام الكتابة المقطعية القبرصي كان ما يزل يستخدام خلال هذه الفترة) يقارن العلماء مدى استمرارية تقليدها مع الصينيين وحدهم. ومنذ نشأتها، كانت الهيلينيَّة في المقام الأول مسألة ثقافة مشتركة والإستمرارية الوطنية للعالم اليوناني أكثر ثقة بكثير من ديمغرافيته. ومع ذلك، تجسد الهيلينية أيضاً بعداً موروثاً من خلال جوانب الأدب الأثيني التي تطور وأثر على أفكار النسب والسلف استنادًا إلى السرد الذاتي. خلال السنوات الأخيرة من عصر الإمبراطورية الرومانية الشرقية، شهدت مناطق مثل إيونية والقسطنطينية إحياءاً هيلينياً في اللغة والفلسفة والأدب وعلى نماذج كلاسيكية للفكر والعلم. هذه النهضة قدمت زخماً قوياً للإحساس الثقافي باليونان القديمة وتراثها الكلاسيكي. وعلى مدار تاريخهم، احتفظ اليونانيون بلغتهم وأبجديتهم، وبعض القيم والتقاليد الثقافيَّة، والعادات، والشعور بالفوارق الدينية والثقافية واستبعادها (استخدمت كلمة البرابرة من قبل المؤرخة آنا كومنينا من القرن الثاني عشر لوصف المتحدثين غير اليونانيين)، كإحساس بالهوية اليونانية والحس المشترك للعرق على الرغم من التغييرات الاجتماعية والسياسية التي لا يمكن إنكارها في الألفيتين الماضيتين. وفي الدراسات الأنثروبولوجية الحديثة، تم تحليل عينات عظمية يونانية قديمة وحديثة توضح وجود صلة جينية بيولوجية واستمرارية مشتركة بين المجموعتين.

### ديموغرافيا

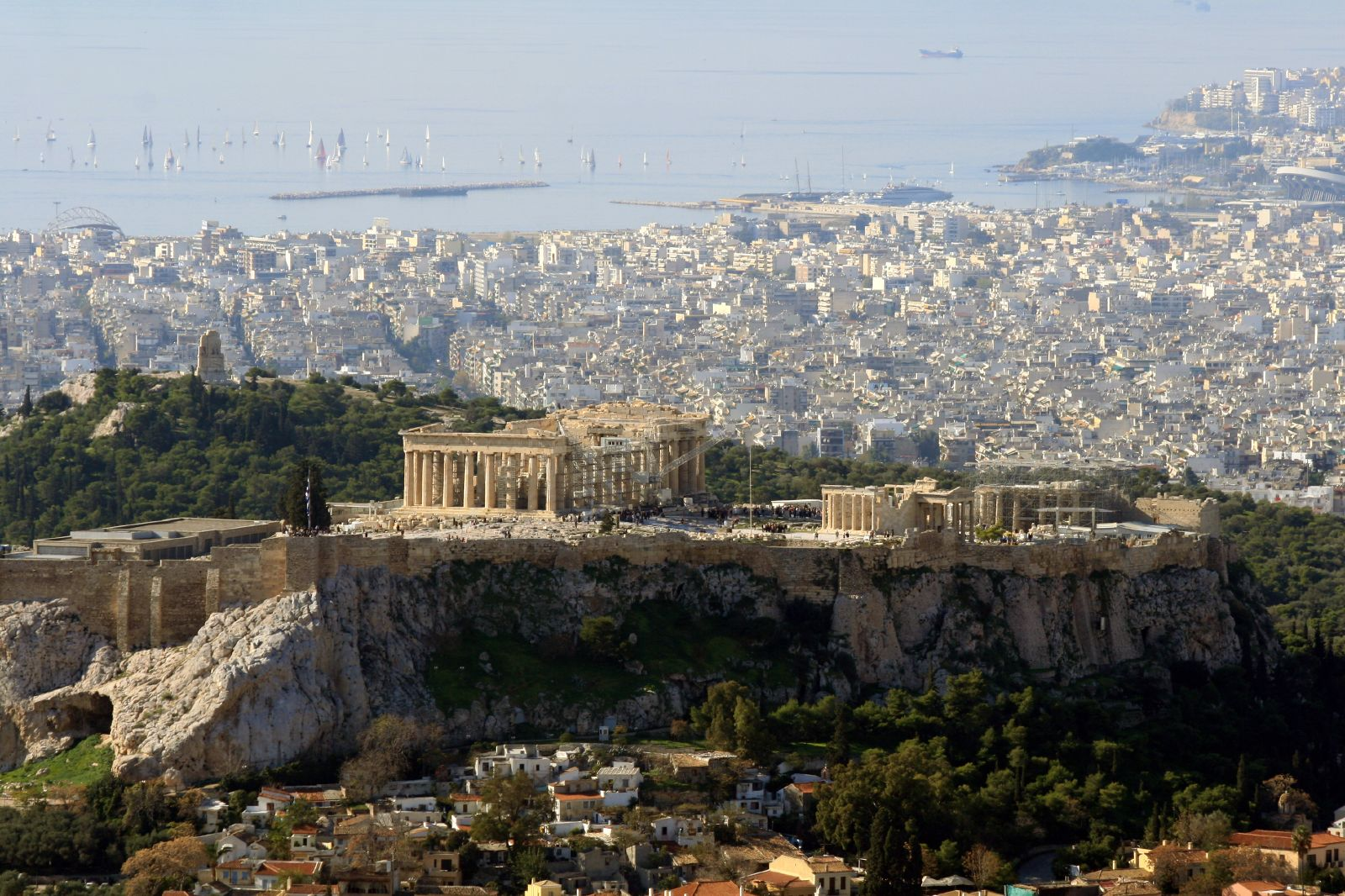
تضم مدينة أثينا على أكبر تجمع حضري يوناني في العالم.

اليوم، اليونانيون هم المجموعة العرقية التي تشكل الغالبية السكانيَّة في الجمهورية الهيلينية، حيث يشكلون 93% من سكان البلاد، وجمهورية قبرص حيث يشكلون 78% من سكان الجزيرة (بإستثناء المستوطنين الأتراك في الجزء المحتل من البلاد). لم يكن لدى السكان اليونانيين تقليدياً معدلات نمو عالية؛ حيث ازدادت نسبة كبيرة من النمو السكاني اليوناني منذ تأسيس اليونان عام 1832 بسبب ضم مناطق جديدة، بالإضافة إلى تدفق 1.5 مليون لاجئ يوناني بعد التبادل السكاني لعام 1923 بين اليونان وتركيا. ويعيش حوالي 80% من سكان اليونان في المناطق الحضرية، ويتركز حوالي 28% في مدينة أثينا.
لدى اليونانيين في قبرص تاريخ مماثل للهجرة، عادةً إلى العالم الناطق باللغة الإنجليزية بسبب استعمار الجزيرة من قبل الإمبراطورية البريطانية. وجاءت موجات الهجرة بعد الغزو التركي لقبرص في عام 1974، في حين انخفض عدد السكان بين منتصف عام 1974 وعام 1977 نتيجة للهجرة، والخسائر الحرب، وبسبب الانخفاض المؤقت في معدل الخصوبة. بعد التطهير العرقي لثلث السكان اليونانيين في الجزيرة في عام 1974، كان هناك أيضاً زيادة في عدد القبارصة اليونانيين الذين غادروا، خاصةً في الشرق الأوسط، مما ساهم في انخفاض عدد السكان في عقد 1990. واليوم أكثر من ثلثي السكان اليونانيين في قبرص هم من سكان المناطق الحضرية.
هناك أقلية يونانية كبيرة من حوالي 200,000 شخص في ألبانيا. الأقلية اليونانية في تركيا، التي وصل أعدادها إلى أكثر من 200,000 شخص بعد التبادل السكاني لعام 1923، تضاءلت أعدادهم الآن إلى بضعة آلاف، بسبب مذبحة إسطنبول وغيرها من أحداث العنف المدعوم من الدولة والتمييز. وانتهى الوجود الهيلليني في آسيا الصغرى فعلياً، على الرغم من أنه لم ينتهي بشكل كامل، والذي يعود منذ ثلاثة آلاف عام. هناك أقليات يونانية أصغر في بقية دول البلقان، وبلاد الشام والبحر الأسود، وبقايا الشتات اليوناني القديم (ما قبل القرن التاسع عشر).

### الشتات

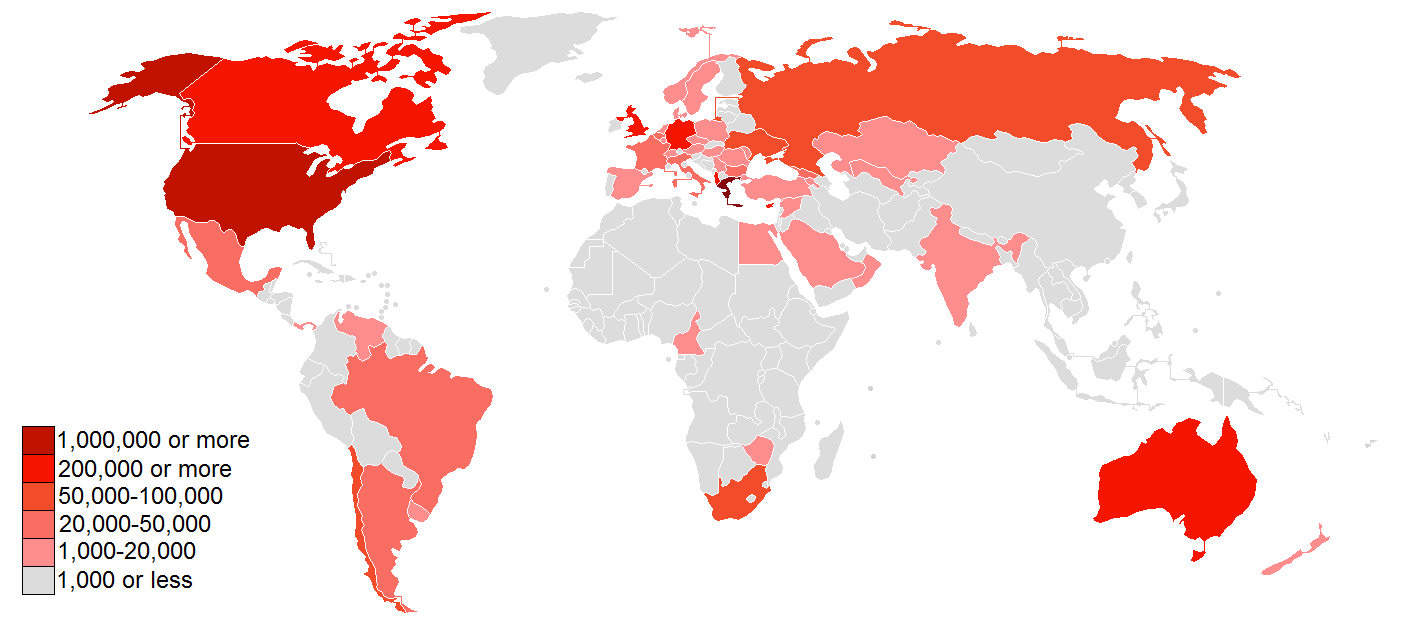
خارطة توضح تواجد الشتات اليوناني (القرن العشرين).

الشتات اليوناني هو واحد من أقدم وأكبر الشتات في العالم. ولعب الشتات اليوناني تأثير كبير في ظهور النهضة اليونانية، من خلال التحرير والحركات القومية المشاركة في سقوط الدولة العثمانية، إلى التطورات التجارية مثل تكليف أول ناقلات عملاقة في العالم من قبل أخصائي الشحن أرسطو أوناسيس وستافروس نيارخوس. العدد الإجمالي لليونانيين الذين يعيشون خارج اليونان وقبرص اليوم هو مسألة خلافية. حيث تشير أرقام التعداد، أن حوالي 3 ملايين يوناني يعيش خارج اليونان وقبرص. وقدرت التقديرات المقدمة من المجلس العالمي للهيلينيين في الخارج هذا الرقم بنحو 7 ملايين في جميع أنحاء العالم. وفقاً لجورج بريفلاكيس من جامعة السوربون، فإن العدد أقرب إلى أقل بقليل من 5 ملايين. التكامل والتزاوج وفقدان اللغة اليونانية يؤثران في تحديد الهوية الذاتي للشتات اليوناني أو الأوغوجينيا. من المراكز الهامة في المهجر اليوناني الجديد اليوم هي لندن ومدينة نيويورك وملبورن وتورونتو. وتضم بلاد الشام خصوصاً في كل من سوريا ولبنان على عائلات عديدة أُصولها يونانيَّة، ويتواجدون بشكل خاص في حلب، ودمشق، وبيروت وطرابلس. وتضم مصر على واحدة من الجالية اليونانية الرئيسية في الوطن العربي، والذي عانى بشكل كبير بسبب ثورة 23 يوليو عام 1952، عندما أجبر معظمهم على المغادرة.
في عام 2010، قدم البرلمان الهيليني قانوناً يسمح للشتات اليوناني بالتصويت في انتخابات الدولة اليونانية. وتم إلغاء هذا القانون لاحقاً في أوائل عام 2014.

#### العصور القديمة

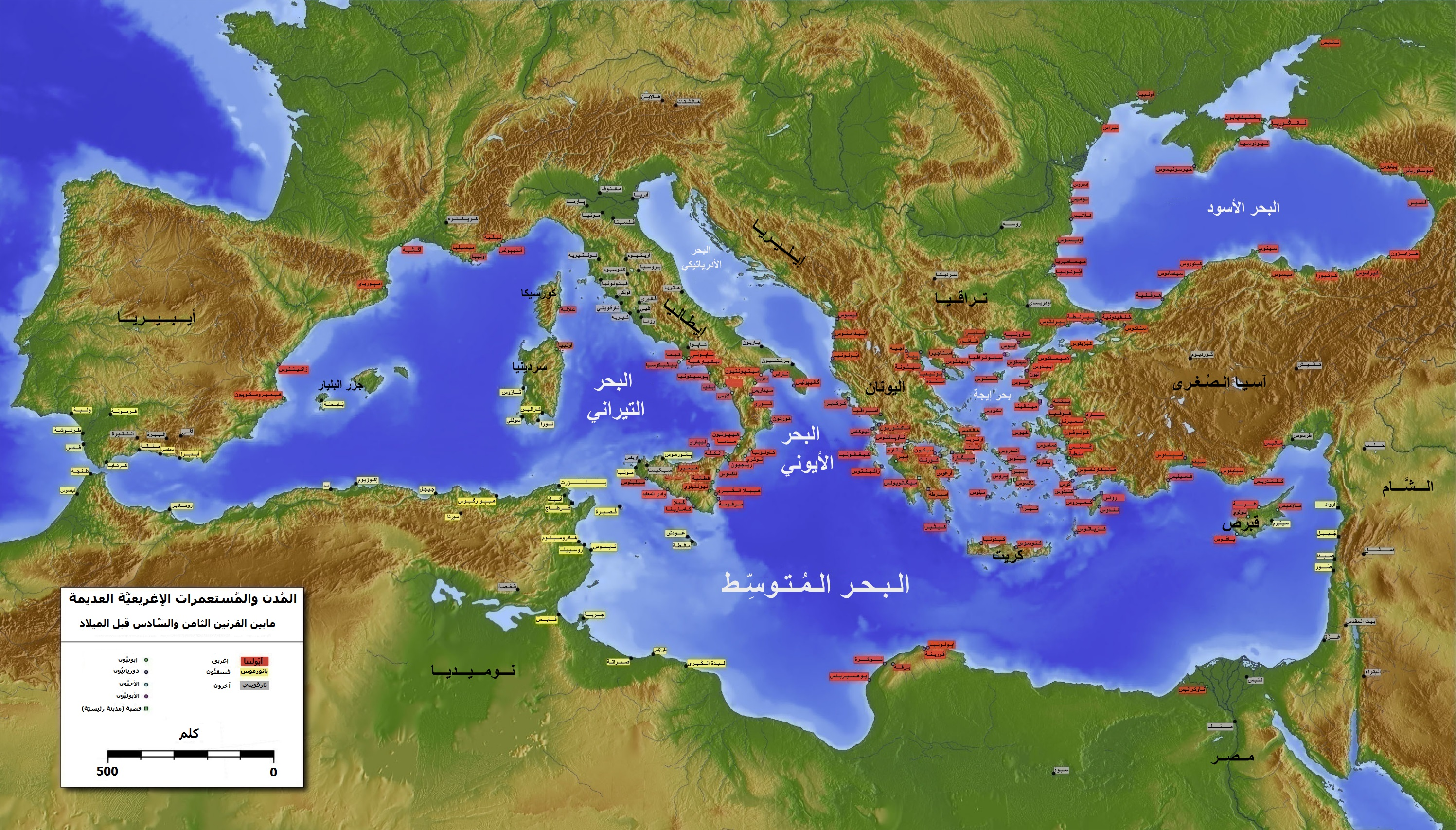
المستعمرات اليونانية (بالأحمر) في البحر الأبيض المتوسط في القرون 8 إلى 4 قبل الميلاد.

في العصور القديمة، انتشرت الأنشطة التجارية والاستعمارية للقبائل ودول المدينة الإغريقية الثقافة والدين واللغة اليونانية حول أحواض البحر الأبيض المتوسط والبحر الأسود، وخاصةً في صقلية وجنوب إيطاليا (المعروفة أيضاً باسم ماجنا غراسيا)، وإسبانيا وجنوب فرنسا وسواحل البحر الأسود. تحت إمبراطوريات الإسكندر الأكبر والدول التي ورثته، تم نشوء الطبقات الحاكمة اليونانية والمُهيلنة في الشرق الأوسط والهند ومصر. تتميز الفترة الهلنستية بموجة جديدة من الاستعمار اليوناني الذي أنشأ المدن والممالك اليونانية في آسيا وإفريقيا. في ظل الإمبراطورية الرومانية، أدت تسهيل حركة التنقل انتشار اليونانيين في أنحاء الإمبراطورية وفي المناطق الشرقية، وأصبحت اللغة اليونانية لغة التواصل المشتركة بدلاً من اللاتينية. قد يمثل مجتمع جريكو المعاصر في جنوب إيطاليا، والذي يبلغ عددهم حوالي 60.000 نسمة، بقايا معاصرة للسكان اليونانيين القدماء في إيطاليا.
في القرن السابع الميلادي ، تبنى الإمبراطور هرقل اللغة اليونانية القرطوسيَّة كلغة رسمية للإمبراطورية البيزنطية. واستمر اليونانيون في العيش في جميع أنحاء بلاد الشام والبحر الأبيض المتوسط والبحر الأسود، وقاموا بالحفاظ على هويتهم بين السكان المحليين وعملوا كتجار ومسؤولين ومستوطنين. بعد فترة وجيزة، استولت الخلافة العربية الإسلامية على بلاد الشام ومصر وشمال إفريقيا وصقلية من الإغريق البيزنطيين خلال الحروب الإسلامية البيزنطية. وبقي السكان اليونانيين عمومًا في هذه المناطق الخاضعة للخلافة وساعدوا في ترجمة الأعمال اليونانية القديمة إلى اللغة العربية، مما ساهم في الفلسفة والعلوم الإسلامية المبكرة.

#### العصور الحديثة

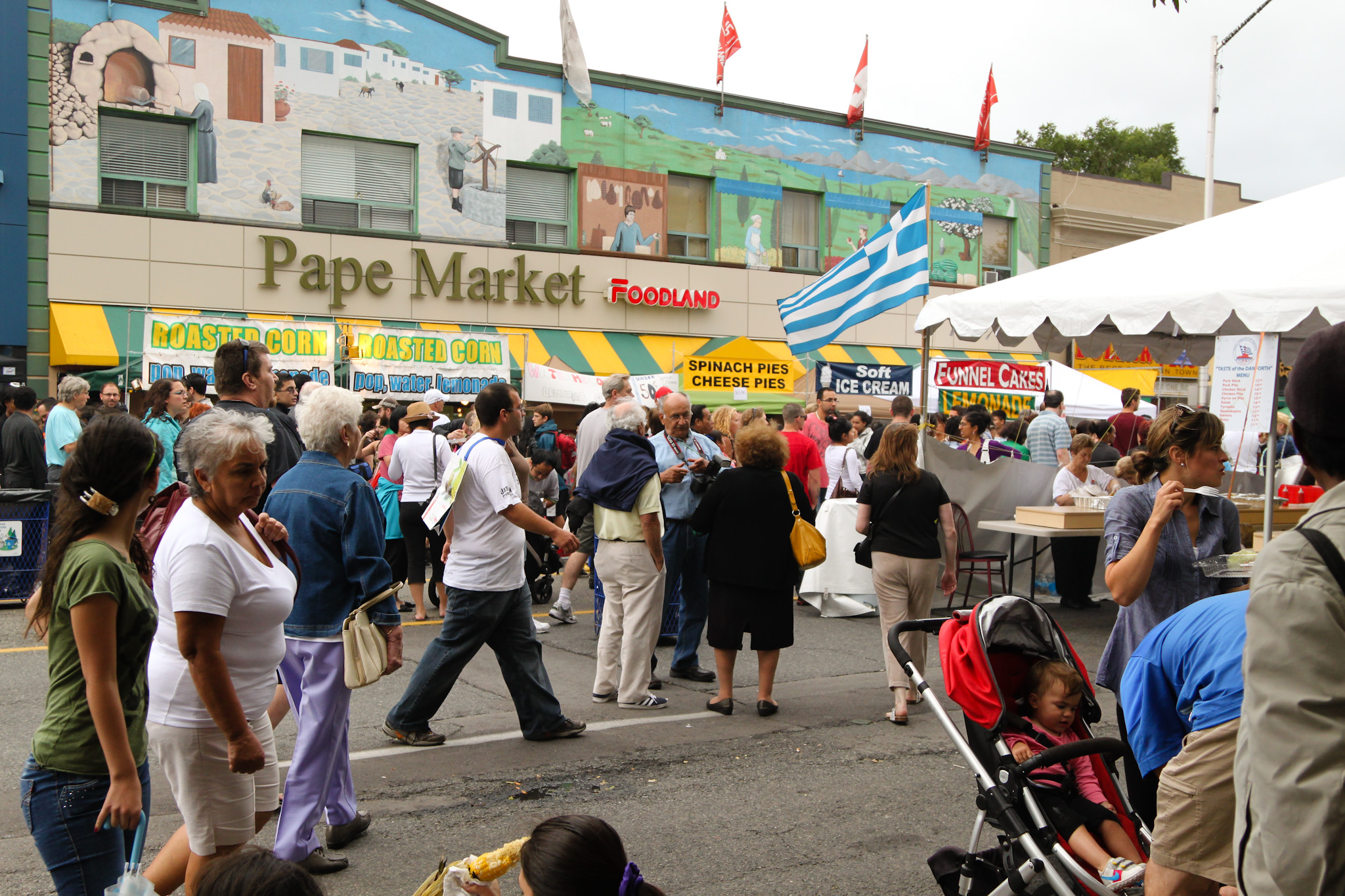
إحتفالات بالثفافة والمطبخ اليوناني في الحي اليوناني في مدينة تورونتو، كندا.

بعد الحروب البيزنطية العثمانية، والتي أسفرت عن سقوط القسطنطينية في عام 1453 والغزو العثماني للأراضي اليونانية، فر العديد من الإغريق من القسطنطينية ولجأوا إلى إيطاليا، وجلبوا كتابات يونانية قديمة قيمة، والتي ساهمت بدورها في عصر النهضة. واستقر معظم هؤلاء اليونانيين في مدينة البندقية وفلورنسا وروما. أثناء حرب الاستقلال اليونانية وبعده، كان اليونانيين من الشتات مهمين في تأسيس الدولة الناشئة، من خلال جمع الأموال ورفع الوعي في الخارج. وكانت عائلات التجار اليونانيين قد أجرت اتصالات بالفعل في بلدان أخرى من خلال الشبكة السكانية اليونانية حول البحر الأبيض المتوسط (لا سيَّما مرسيليا في فرنسا، وليفورنو في إيطاليا، والإسكندرية في مصر)، وروسيا (أوديسا وسانت بطرسبورغ)، وبريطانيا (لندن وليفربول). حيث كانوا يتاجرون عادةً في المنسوجات والحبوب. وضمت الأعمال التجارية في كثير من الأحيان الأسرة الممتدة، ومن خلالهم جلبوا مدارس لتعليم اللغة اليونانية، والكنيسة اليونانية الأرثوذكسية.
ومع تغير الأسواق والتي أصبحت أكثر رسوخاً، نمت بعض العائلات اليونانية من عملياتها لتشمل الشحن، والتي تم تمويلها من خلال المجتمع اليوناني المحلي، ولا سيّما بمساعدة راللي أو الأخوة فاجليانو. مع النجاح الاقتصادي، توسع الشتات اليوناني أكثر عبر بلاد الشام وشمال أفريقيا والهند والولايات المتحدة الأمريكية.
في القرن العشرين، غادر العديد من اليونانيين أوطانهم التقليدية لأسباب اقتصادية مما أدى إلى هجرات كبيرة من اليونان وقبرص إلى الولايات المتحدة وبريطانيا العظمى وأستراليا وكندا وألمانيا وجنوب أفريقيا، وخاصةً بعد الحرب العالمية الثانية (1939-1945)، والحرب الأهلية اليونانية (1946-1949)، والغزو التركي لقبرص في عام 1974.
في حين لا تزال الأرقام الرسميَّة نادرة، تشير استطلاعات الرأي والأدلة السردية إلى تجدد الهجرة اليونانية نتيجة للأزمة المالية اليونانية. وفقاً للبيانات التي نشرها مكتب الإحصاء الاتحادي بألمانيا في عام 2011، هاجر 23,800 يوناني إلى ألمانيا، وهي زيادة كبيرة مقارنة بالسنة السابقة. بالمقارنة، هاجر حوالي 9,000 يوناني إلى ألمانيا في عام 2009 وحوالي 12,000 في عام 2010.

## الثقافة
تطورت الثقافة اليونانية على مدى آلاف السنين، مع بدايتها في الحضارة الميسينية، واستمرت خلال العصر الكلاسيكي، والفترة الهلنستية، والفترات الرومانية والبيزنطية والتي تأثرت بشدة بالمسيحية، والتي بدورها تأثرت وشكلت. عانى الإغريق العثمانيون خلال عدة قرون من المحن والتي بلغت ذروتها في الإبادة الجماعية اليونانية في القرن العشرين. ويرجع الفضل في حركة التنوير اليوناني إلى تنشيط الثقافة اليونانية وتوليد توليف العناصر القديمة والقرطوسيَّة التي تميزها اليوم.

### اللغة

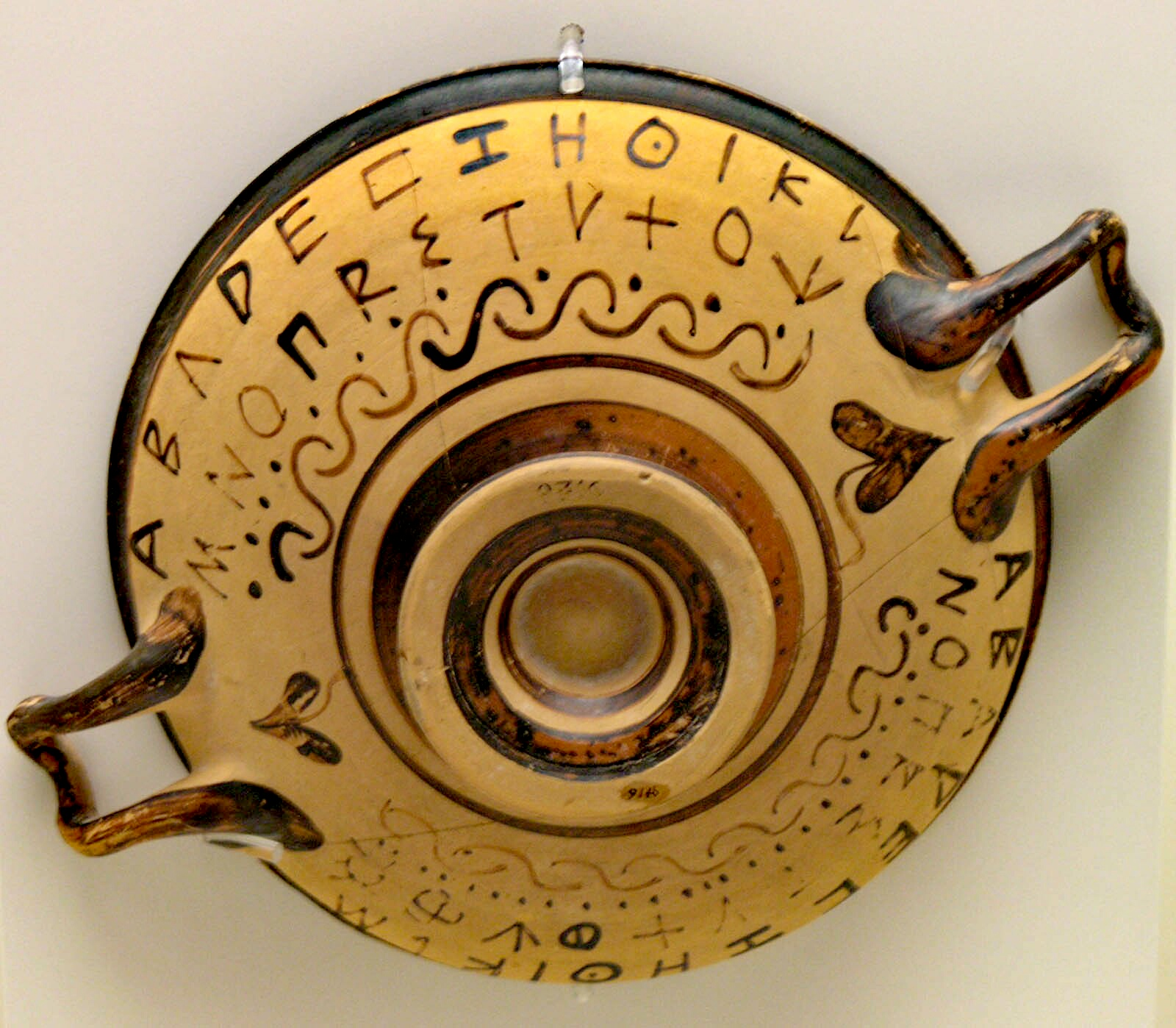
الأبجدية اليونانية المبكرة، تعود إلى القرن الثامن قبل الميلاد.

يتحدث معظم اليونانيين باللغة اليونانية، وهي فرع مستقل من اللغات الهندو الأوروبية، مع أقرب علاقات لها ربما تكون مع اللغة الأرمنية أو اللغات الهندو الإيرانية، والتي لديها أطول تاريخ موثق من أي لغة حية، ولدى الأدب اليوناني تاريخ مستمر لأكثر من 2500 سنة. أقدم نقوش باللغة اليونانية موجودة في النظام الخطي ب، والتي يعود تاريخها إلى عام 1450 قبل الميلاد. بعد العصور اليونانية المظلمة، والتي غابت عنها السجلات المكتوبة، تظهر الأبجدية اليونانية في القرنين التاسع والرابع قبل الميلاد. الأبجدية اليونانية مستمدة من الأبجدية الفينيقية، ولكنها تعتبر أول أبجدية حقيقية لأنها ضمت أول رموز واضحة للحروف المتحركة. الأبجدية اليونانية بدورها هي الأبجدية الأم اللاتينية والكيريلية والعديد من الحروف الهجائية الأخرى. وإن أقدم الأعمال الأدبية اليونانية هي ملاحم هوميروس، وهي مؤرخة بشكل مختلف من القرن الثامن إلى القرن السادس قبل الميلاد. وتشمل الأعمال العلمية والرياضياتية البارزة عناصر إقليدس، المجسطي لبطليموس، وغيرها. وكتبت أسفار العهد الجديد أصلاً باللغة الكونيه اليونانية.
امتد تأثير اللغة اليونانية بوضوح كإحدى السمات اللغوية التي تتقاسمها مع لغات البلقان الأخرى، مثل اللغة الألبانية، والبلغارية والرومانسية الشرقية، واستوعبت العديد من الكلمات الأجنبية، في المقام الأول الكلمات من أصل أوروبي غربي وتركي. بسبب تحركات الفلهيلينية وحركة التنوير اليونانية في القرن التاسع عشر، والتي شددت على التراث اليوناني القديم، تم استبعاد هذه التأثيرات الأجنبية من الاستخدام الرسمي عن طريق إنشاء كاثريفوسا، وهو شكل اصطناعي إلى حد ما من اللغة اليونانية لتطهير جميع النفوذ والكلمات الأجنبية، كلغة رسمية للدولة اليونانية. في عام 1976، مع ذلك، صوت البرلمان الهيليني على جعل لغة ديميوتكي المنطوقة هي اللغة الرسمية، مما جعل كاثريفوسا مهجورة.
اللغة اليونانية الحديثة، بالإضافة إلى اليونانية الفصحى الحديثة أو ديميوتكي، تضم مجموعة واسعة من اللهجات من مستويات مختلفة من الفهم المتبادل، بما في ذلك القبرصية، والبنطية، والكبادوكيّة، والجيوروكية والتاسكونية (آخر بقايا اليونانية الدوريكية). اللغة الييفية وه لغة يهود الرومانيوت، ما توال منطوقة بين في المجتمعات الصغيرة اليهودية في اليونان ونيويورك وإسرائيل. بالإضافة إلى اللغة اليونانية، يتحدث العديد من اليونانيين في اليونان والشتات ثنائية اللغة مثل الإنجليزية، والألبانية، والأرومونية، المقدونية السلافية والروسية والتركية.

### الديانة

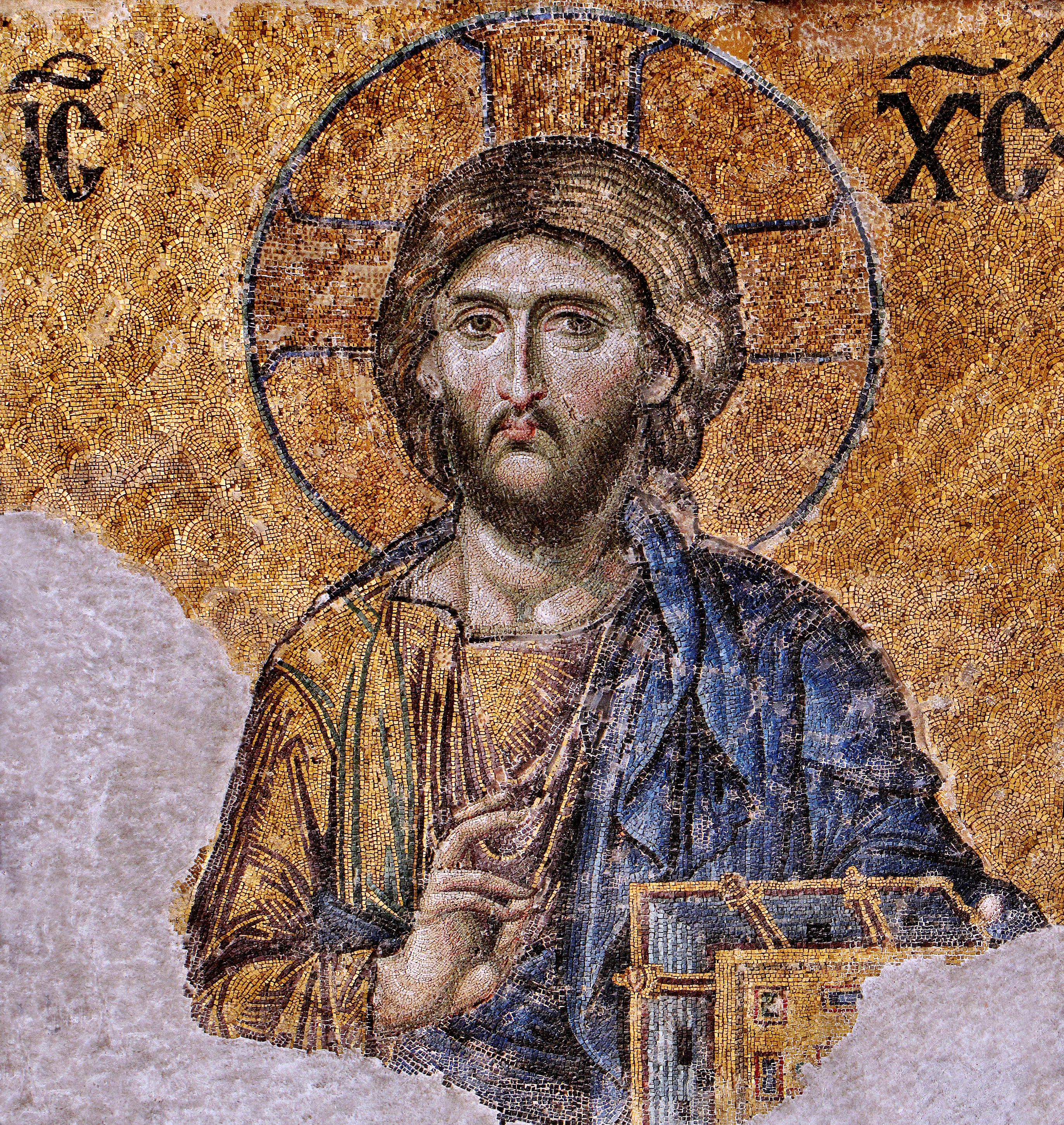
فسيفساء تظهر يسوع ضابط الكل في آيا صوفيا.

معظم اليونانيين هم مسيحيون، وينتمون إلى الكنيسة اليونانية الأرثوذكسية. خلال القرون الأولى بعد يسوع، كان العهد الجديد مكتوباً أصلاً باللغة الكونيه اليونانية، والتي ظلّت اللغة الليتورجية للكنيسة اليونانية الأرثوذكسية، وكان معظم آباء الكنيسة والمسيحيين الأوائل من الناطقين باللغة اليونانية. وعندما غدت المسيحية دين الإمبراطورية الرومانية؛ وساهم انتشارها ومن ثم اكتسابها الثقافة اليونانية لا بانفصالها عن اليهودية فحسب، بل بتطوير سمتها الحضارية الخاصة. تُعتبر الكنيسة اليونانية الأرثوذكسية، وهي كنيسة أرثوذكسية شرقية، بحسب الدستور اليوناني الديانة الرسمية للبلاد، وبالتالي فإن اليونان هي البلد الوحيد في العالم التي تعترف بالكنيسة الأرثوذكسية الشرقية باعتبارها دين الدولة. وتضم الكنيسة ما بين 95% إلى 98% من السكان. كما ويشير الدستور إلى مركز الأرثوذكسية المُهّم في المجتمع اليوناني. تستند أهميّة الكنيسة الأرثوذكسية في اليونان بسبب دور الكنيسة في الحفاظ على الأمة اليونانية خلال سنوات احتلال اليونان من قبل الدولة العثمانية وأيضًا الدور الذي لعبته الكنيسة في حرب الاستقلال اليونانية. ونتيجة لذلك، تحولت الأرثوذكسية إلى سمة للأمة اليونانية الحديثة وهويتها.
هناك مجموعات صغيرة من اليونانيين العرقيين والتي تتبع أشكال من الطوائف المسيحية الأخرى مثل الكاثوليك البيزنطيين، والإنجيليين اليونانيين، والخمسينيين، والجماعات التي تعتنق ديانات أخرى بما في ذلك الرومانيوت واليهود السفارديم والمسلمين اليونانيين. حوالي 2,000 يوناني هم أعضاء في تجمعات هيلينية وثنية.
يعيش المسلمون الناطقون باليونانية بشكل رئيسي خارج اليونان في العصر الحديث. يوجد في لبنان وسوريا مجتمعات مسيحية ومسلمة ذات أصول يونانية، بينما يوجد في منطقة بنطس في تركيا مجموعة كبيرة من الحجم غير المحدود الذين تم إعفاؤهم من تبادل السكان بسبب انتمائهم الديني.
خلال الحقبة العثمانية كانت الأقوام الأرثوذكسية الملكانيًّة المختلفة جميعها جزءًا من ملة الروم الأرثوذكس، والتي كان مركزها القيادي والثقافي والسياسي في حي الفنار في مدينة إسطنبول، وأصبحت بطريركية القسطنطينية أداة لاستيعاب الشعوب الأخرى. خلال تلك الحقبة أصحبت الكنائس الأرثوذكسية في البلقان والشرق الأوسط خاضعة تمامًا لسلطة بطريرك القسطنطينية ولسلطة الفناريين، ومع استقلال دول البلقان لم يعد اليونانيين يسيطرون على المناصب الكنسيَّة الرئيسيَّة ليحل مكانهم أساقفة من السكان المحليين. لا يزال التأثير الثقافي والديني اليوناني حاضر بين المجتمعات المسيحية العربية في بلاد الشام، حيث يُسمى أعضاء الكنائس ذات الطقس البيزنطي (البطريركية الأنطاكيّة والمقدسيَّة أو كنيسة الروم الملكيين الكاثوليك)، باسم «الروم الأرثوذكس» أو «الروم الكاثوليك»، ويقيمون بشكل رئيسي في سوريا ولبنان وفلسطين وإسرائيل والأردن ومحافظة هتاي في تركيا المعاصرة.

### الفنون

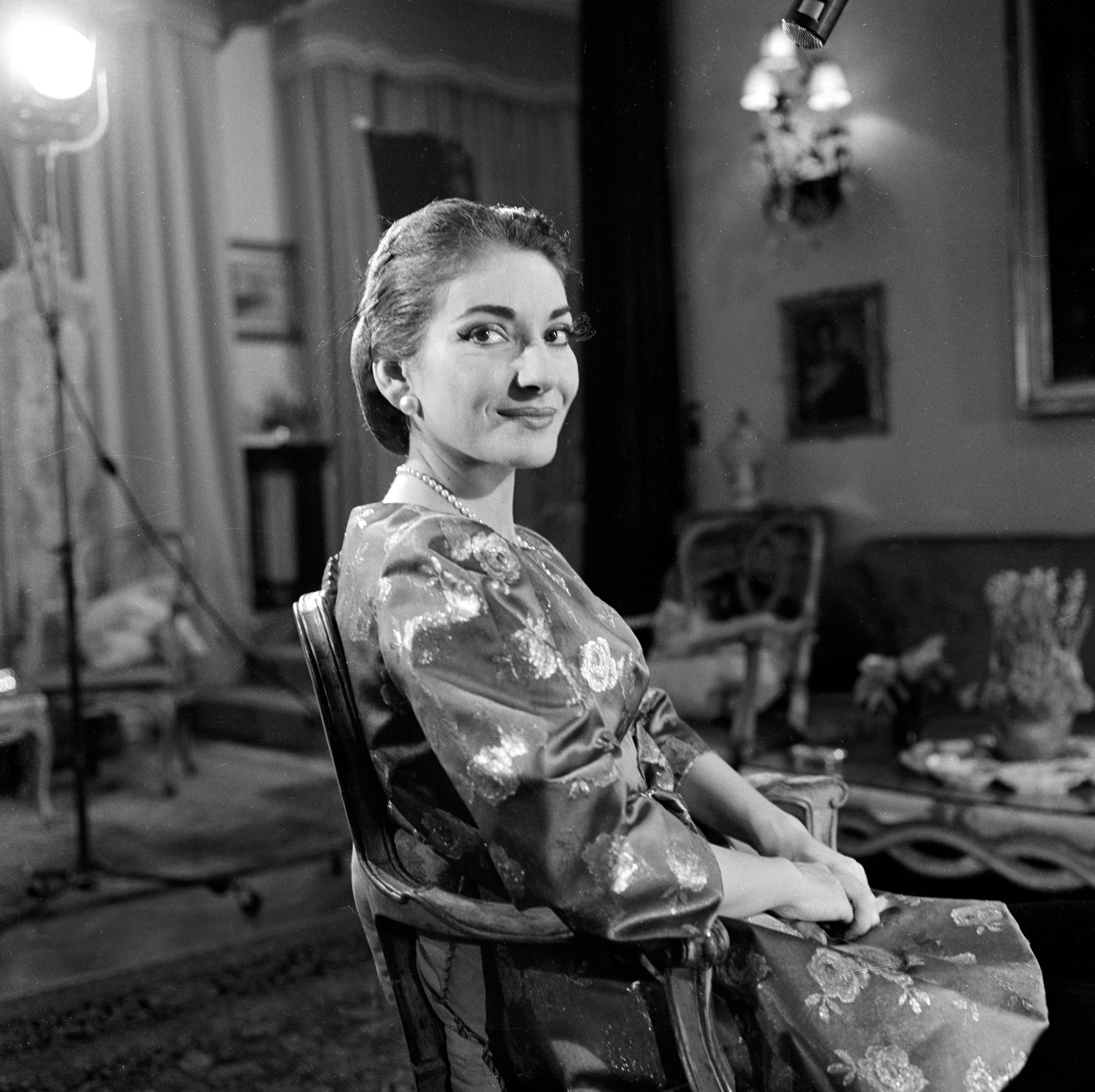
مغنية السوبرانو اليونانية الشهيرة ماريا كالاس.

الفن اليوناني له تاريخ طويل ومتنوع، وساهم الإغريق في الفنون البصرية والأدبية والفنون المسرحية. في الغرب، كان الفن اليوناني الكلاسيكي مؤثراً في تشكيل الفن الروماني ثم التراث الفني الغربي الحديث. بعد عصر النهضة في أوروبا، ألهمت الجمالية الإنسانية والمعايير الفنية العالية للفن اليوناني أجيالًا من الفنانين الأوروبيين. في القرن التاسع عشر، لعبت التقاليد الكلاسيكية المستمدة من اليونان دوراً مهماً في فون العالم الغربي. في الشرق، بدأت غزوات الإسكندر الأكبر عدة قرون من التبادل بين الثقافات اليونانية ووسط آسيا والهند، مما نتج عنه الفن اليوناني البوذي، الذي وصل تأثيره إلى اليابان.
قدم الفن اليوناني البيزنطي، الذي نما من الفن الكلاسيكي وتكييف الأشكال الوثنية في خدمة المسيحية، حافزاً ُلفنون في العديد من الدول. يمكن تتبع تأثيراتها من مدينة البندقية في الغرب إلى كازاخستان في الشرق. في المقابل، تأثر الفن اليوناني بالحضارات الشرقية (أي مصر، وبلاد فارس، وغيرها) خلال فترات مختلفة من تاريخها.
ومن بين الفنانين اليونانيين البارزين حديثًا رسام عصر النهضة دومينيكوس ثيوتوكوبولوس (إل غريكو)، وباناجيوتيس دوكساراس، ونيكولاوس جيزيس، ونيكفورس ليتراس، ويانيس تساروشيس، ونيكوس إنجنوبولوس، وكونستانتين أندريو، وجانيس كونيلس، ونحاتين مثل ليونيداس دروسي، وجورجيوس بونانوس، ويانوليس تشاياباس، وجوانيس أفراميديس، والموزع ديمتري ميتروبويوس، ومغنية السوبرانو ماريا كالاس، والملحنين مثل ميكيس ثيودوراكيس، ونيكوس سكالكوتاس، وايانيس زيناكيس، ومانوس هاتزيداكيس، وايليني كاريندرو، وياني وفانجيليس، والمطربة نانا موسكوري أحد أكثر المطربين مبيعاً في العالم، وشعراء مثل قسطنطين كفافيس، وكوستيس بالاماس، وديونيسيوس سولوموز، ويانيس ريتسوس. يعتبر جيورجيوس سفريس وأوديسو إليتيس الحائزان على جائزة نوبل في الأدب من بين أهم الشعراء اليونانيين في القرن العشرين. ويعد نيكوس كازانتزاكيس من أبرز الروائيين اليونانيين في العصور الحديثة.
ومن بين الممثلين اليونانيين البارزين ماريكا كوتوبولي، وميلينا ميركوري، وإيلي لامبيتي، وكاتينا باكسينو الحائزة على جائزة الأوسكار، وديميتريس هورن ومانوس كاتراكيس وإيرين باباس. ويعد كل من أليكوس ساكيلاريوس ومايكل كاكويانيس وثيودوروس أنجيلوبولوس من بين أهم المخرجين اليونانيين.

### العلوم

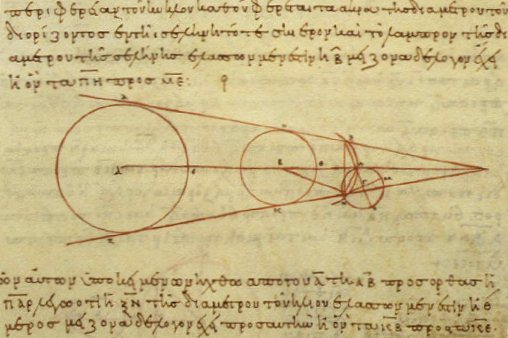
كانت حسابات أرسطرخس الساموسي أول من قدر فيها الحجم التقريبي لكل من الشمس (في اليسار)، والأرض (في الوسط)، والقمر (في اليمين).

قدم الإغريق من العصور الكلاسيكية والهلينية مساهمات مبدعة في العلوم والفلسفة، ووضعوا أسس العديد من التقاليد العلمية الغربية، مثل علم الفلك والجغرافيا والتأريخ والرياضيات والطب والفلسفة. وتم الحفاظ على التقاليد الأكاديمية للأكاديميات اليونانية خلال العصر الروماني مع العديد من المؤسسات الأكاديمية في القسطنطينية وأنطاكية والإسكندرية وغيرها من مراكز التعليم اليونانية، بينما كانت العلوم البيزنطية أساسًا استمرارياً للعلوم الكلاسيكية. خلال عصر النهضة البيزنطية دعمت الكنيسة الشرقية الحركة والنهضة العلمية وخاصة في مجال علم الفلك والرياضيات والطب فكتب الرهبان الموسوعات الطبية، وقد ترجمت هذه الموسوعات إلى اللاتينية والسريانية والعربية.
لدى اليونانيين لديهم تقليد طويل من تقييم والاستثمار في التعليم. كان التقليد واحد من أعلى القيم المجتمعية في العالم اليوناني والهلانيستي، في حين أن أول مؤسسة أوروبية توصف بأنها جامعة تأسست في القرن الخامس في القسطنطينية وتضمنت الجامعة على كليات ومدارس في الطب، والفلسفة، واللاهوت والقانون. وبقيت تعمل حتى سقوط المدينة على يد العثمانيين في عام 1453. كانت جامعة القسطنطينية أول مؤسسة علمانية علمية في أوروبا المسيحية، وبالنظر في المعنى الأصلي للجامعة العالمية كمؤسسة للطلاب، فهي تعتبر أول جامعة في العالم أيضاً.
تُعتبر هجرة العلماء البيزنطيين وغيرها من المهاجرين من جنوب إيطاليا وبيزنطة أثناء انهيار الإمبراطورية البيزنطية (1203-1453) وخاصةً بعد سقوط القسطنطينية عام 1453 وحتى القرن السادس عشر من قبل بعض العلماء باعتبارها مفتاح إحياء الدراسات اليونانية والرومانية وبالتالي تطور النهضة الإنسانية والعلميَّة. كان المهاجرون من النحاة والإنسانيين والشعراء والكتاب والناشرين والمحاضرين والموسيقيين وعلماء الفلك والمهندسين المعماريين والأكاديميين والفنانين والفلاسفة والعلماء والسياسيين وعلماء الدين. وقد جلبوا إلى أوروپَّا الآداب والمعارف والدراسات النحويَّة والعلميَّة اليونانية القديمة.
اعتبارا من عام 2007، ضمت اليونان على ثامن أعلى نسبة من الالتحاق بالتعليم العالي في العالم، حيث كانت النسب المئوية للطالبات أعلى من الذكور، بينما نشط اليونانيين في الشتات بالتساوي في مجال التعليم. ويدرس مئات الآلاف من الطلاب اليونانيين في الجامعات الغربية كل عام، وتضم قوائم أعضاء هيئات التدريس في الجامعات الغربية الرائدة على على عدد بارز من الأسماء اليونانية. ومن أبرز العلماء اليونانيين المعاصرين في العصر الحديث كل من ديمتريوس جالانوس، وجورجيوس بابانيكولاو (مخترع لطاخة بابانيكولاو)، ونيكولاس نيغروبونتي، وكونستانتين كاراثودوري، ومانوليس أندرونيكوس، ومايكل ديرتوزوس، وجون أرجيريس، وباناجيوتيس كونديليس، وجون إليوبولوس (الحائز على جائزة ديراك في عام 2007 لإسهاماته الكبيرة في تأسيس النموذج القياسي، والنظرية الحديثة للجسيمات الأولية)، وجوزيف سيفاكيس (الحائز على جائزة تورنغ في عام 2007، لمساهماته في مجال علم الحاسوب)، وكريستوس باباديميتريو (الحائز على جائزة كنوث في عام 2002، وعلى جائزة جودل عام 2012)، وميهاليس ياناكاكيس (الحائز على جائزة كنوث في عام 2005) وديميتري نانبوبولوس.

### الفلسفة

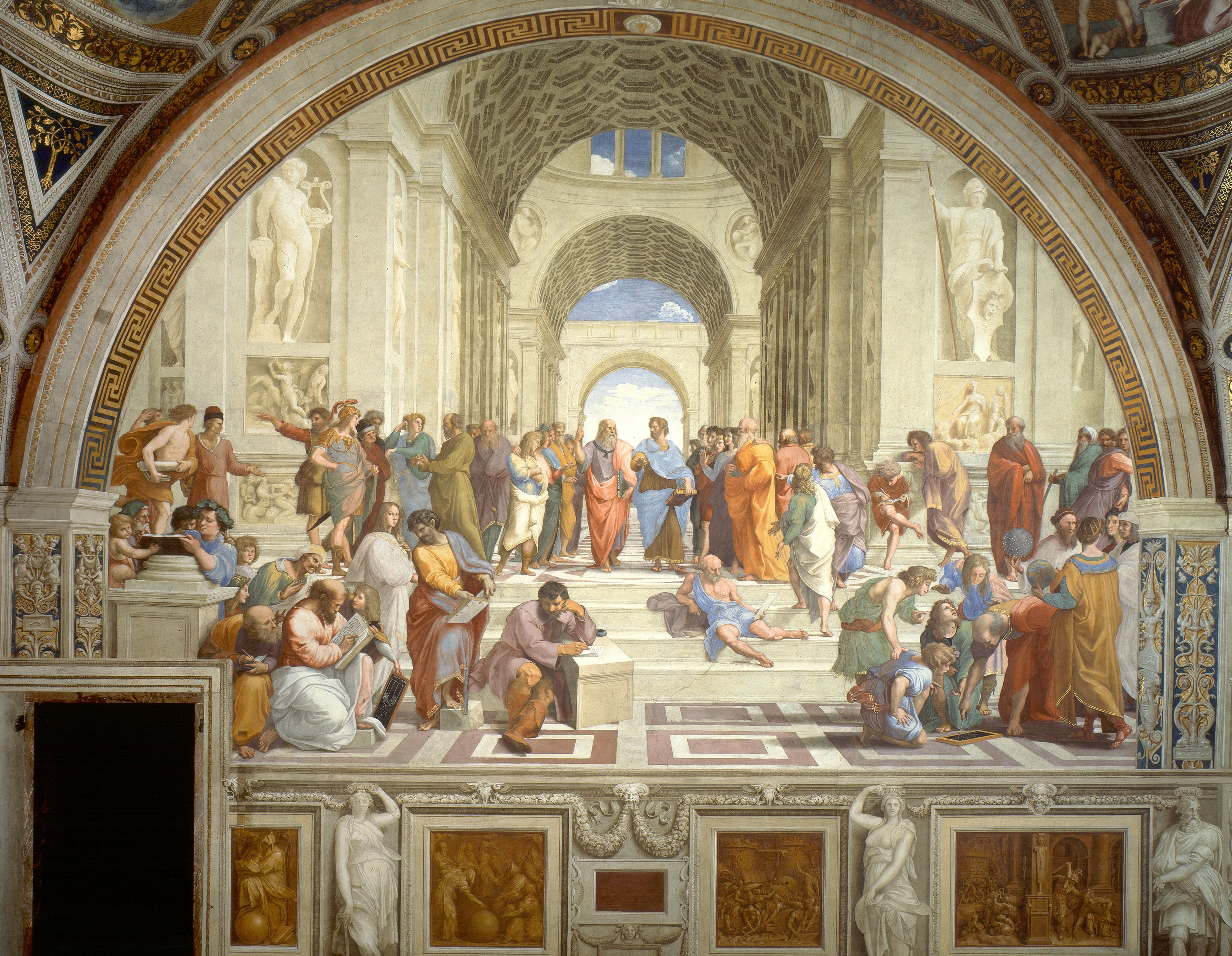
مدرسة أثينا بريشة رافاييل؛ وتصور أبرز الفلاسفة اليونانيين الكلاسيكيين في بيئة مثالية مستوحاة من الهندسة المعمارية اليونانية القديمة.

نشأت الفلسفة اليونانية القديمة في القرن السادس قبل الميلاد واستمرت طوال الفترة الهلنستية والفترة التي كانت فيها اليونان القديمة جزءاً من الإمبراطورية الرومانية. استخدمت الفلسفة لإضفاء معنى على العالم بطريقة غير دينيَّة، وتناولت مجموعة واسعة من الموضوعات، بما في ذلك علم الفلك والرياضيات والفلسفة السياسية والأخلاق والميتافيزيقيا وعلم الوجود والمنطق وعلم الأحياء والبلاغة والجماليات.
سيطرت المدارس الفلسفية اليونانية على العصر القديم والتي نشأت من التلاميذ المختلفين لسقراط، مثل أفلاطون، الذي أسس الأكاديمية الأفلاطونية وطالبه أرسطو، والذي بدوره أسس المدرسة المشائية، والتي كان لها تأثير كبير في التقاليد الغربية. التقاليد الفلسفية اليونانية الأخرى تشمل الفلسفة الكلبيَّة، والرواقية، والشكوكية والإبيقورية. وشملت الموضوعات المهمة التي غطاها الإغريق ما وراء الطبيعة (مع نظريات متنافسة مثل الذرية والأحاديَّة)، وعلم الكون، وطبيعة الحياة الجيدة (يودايمونيا)، وإمكانية المعرفة وطبيعة العقل (لوغوس). مع صعود الإمبراطورية الرومانية، نُوقشت الفلسفة اليونانية بشكل متزايد في اللغة اللاتينية من قبل الرومان مثل شيشرون ولوكيوس سينيكا.
أثرت الفلسفة اليونانية على الكثير من الثقافة الغربية منذ نشأتها. لاحظ ألفريد نورث وايتهيد ذات مرة: «إن التوصيف الأكثر أمانًا للتقاليد الفلسفية الأوروبية هو أنه يتكون من سلسلة من الحواشي إلى أفلاطون». ويظهر التأثير الواضح غير المنقطع للفلاسفة الإغريق واليونانيين القدماء على الفلسفة الإسلامية المبكرة والنهضة الأوروبية وعصر التنوير. وتأثر التقليد الفلسفي اللاحق بسقراط كما قدمه أفلاطون بحيث أصبح من التقليدي الإشارى إلى الفلسفة التي نشأت قبل سقراط بفلسفة ما قبل سقراط. الفترات التالية لها، وحتى بعد حروب الإسكندر الأكبر، هي الفلسفة «اليونانية الكلاسيكية» و«الهلنستية».

### الرموز

يستند علم الكنيسة اليونانية الأرثوذكسية على شعار النبالة في باليولوج، آخر سلالة في الإمبراطورية البيزنطية.

العلم اليوناني التقليديّ.

الرمز الأكثر استخداماً لتمثيل اليونانيين هو علم اليونان، والذي يضم تسعة أشرطة أفقية متساوية من الأزرق بالتناوب مع الأبيض، وتمثل المقاطع التسعة من الشعار الوطني اليوناني الحرية أو الموت (باليونانيَّة: Ελευθερία ή θάνατος)، والذي كان شعار حرب الاستقلال اليونانية. ويحمل المربع الأزرق في الزاوية العلوية للرافعة صليب أبيض يمثل الأرثوذكسية الشرقية. ويستخدم القبارصة اليونانيين العلم اليوناني على نطاق واسع، رغم أن قبرص تبنت رسمياً علم محايد لتخفيف التوترات العرقية مع الأقلية القبرصية التركية (أنظر علم قبرص).
ويُستخدم العلم اليوناني قبل عام 1978، الذي يضم صليباً يونانياً على خلفية زرقاء، على نطاق واسع كبديل للعلم الرسمي، وغالباً ما يتم رفعه معاً. الشعار الوطني لليونان يتميز بدرع أزرق مع صليب أبيض محاط بفرعين من إكليل الغار. ويتضمن التصميم المشترك بين العلم الحالي لليونان وعلم اليونان ما قبل عام 1978 مع صواري العلم المتقاطعة والشعار الوطني الموضوعة في المقدمة.
هناك رمز يوناني آخر معروف للغاية وشائع هو النسر ذي الرأسين، والشعار الإمبراطوري للسلالة الأخيرة من الإمبراطورية الرومانية الشرقية ورمز مشترك في آسيا الصغرى، وفي وقت لاحق، في أوروبا الشرقية. وهي ليست جزءاً من العلم اليوناني الحديث أو شعار النبالة، على الرغم من أنها رسمياً شعار الجيش اليوناني وعلم كنيسة اليونان الأرثوذكسية. وقد تم إدراجه في شعار النبالة اليوناني بين عام 1925 وعام 1926.

### الألقاب والأسماء الشخصية
بدأت الألقاب اليونانية بالظهور في القرن التاسع والقرن العاشر، في البداية بين الأسر الحاكمة، في نهاية المطاف حلَّ محل التقليد القديم باستخدام اسم الأب كفك اللبس الدلالي. ومع ذلك، الألقاب اليونانية هي الأكثر شيوعا هو اسم العائلة الذي نشأ من اسم الأب أو سلف الأب، مثل تلك التي تنتهي بيايديس أو آبولوس، بينما يستمد غيرها من المهن التجاري، والخصائص الفيزيائية، أو موقع مثل البلدة أو القرية، أو الدير. عادةً، تنتهي أسماء الألقاب اليونانية في حرف س، وهي النهاية الشائعة للأسماء الذكورية اليونانية في الحالة الإسمية. من حين لآخر (خاصةً في قبرص)، تنتهي بعض الألقاب في أو، مما يشير إلى حالة الإضافة لاسم العائلة. وتنتهي العديد من الألقاب باللواحق التي ترتبط مع منطقة معينة، مثل آكيس (كريت)، وإياس أو آكاوس (شبه جزيرة ماني)، وآتوس (جزيرة كيفالونيا)، وهكذا دواليك. بالإضافة إلى الأصول اليونانية، بعض الألقاب لها أصل تركي أو لاتيني إيطالي، خاصةً بين اليونانيين من آسيا الصغرى والجزر الأيونية، على التوالي. تنتهي أسماء الألقاب المؤنثة في حرف علة وعادةً ما تكون على شكل المضاف إليه من أسماء الألقاب المذكرة المقابلة، على الرغم من أنه لم يتبع هذا الاستخدام في الشتات، حيث يتم استخدام نسخة من اللقب المذكر عموماً.
فيما يتعلق بالأسماء الشخصية، التأثيران الرئيسيان هما المسيحية والهيلينية الكلاسيكية. ة لم تُنسَ التسميات اليونانية القديمة أبداً، ولكنها أصبحت أكثر انتشاراً على نطاق واسع منذ القرن الثامن عشر فصاعداً. كما هو الحال في العصور القديمة، يُسمى الأطفال عادةً على اسم أجدادهم، ويسمى الطفل الذكر المولود الأول على اسم جده لأبيه، والطفل الثاني الذكر على اسم جده لأمه، وبالمثل بالنسبة للأطفال الإناث. عمومًا، لا يستخدم اليونانيين أسماء متوسطة، بدلاً من ذلك يتم استخدام اسم الأب الأول كاسم الأوسط. وقد تم تمرير هذا الاستخدام إلى الروس والسلاف الشرقيين الآخرين.

### البحر

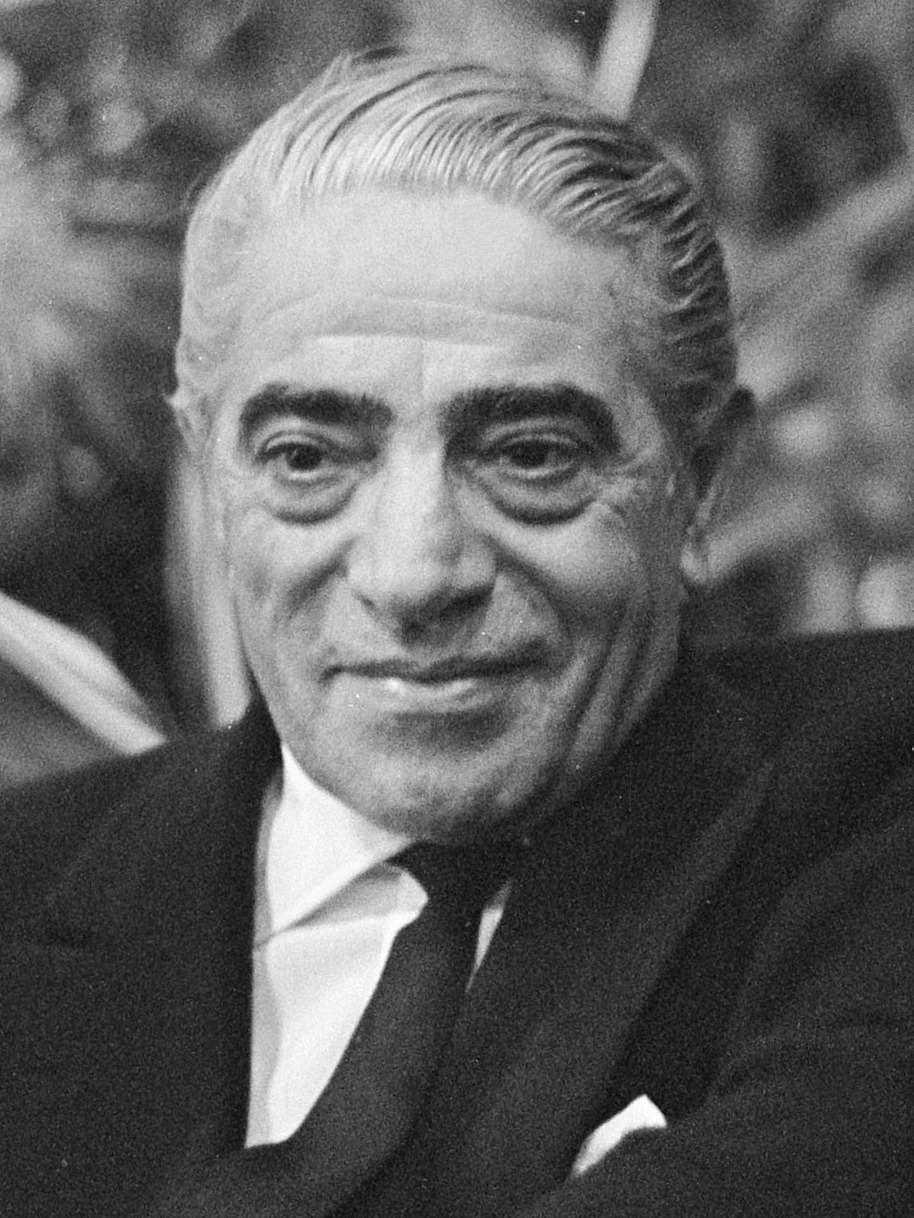
أرسطو أوناسيس؛ أحد أبرز أقطاب الشحن اليونانيين في العالم.

كانت أوطان اليونانيين التقليدية هي شبه الجزيرة اليونانية وبحر إيجه وجنوب إيطاليا (ماجنا غراسيا) والبحر الأسود وسواحل آسيا الصغرى وجزر قبرص وصقلية. في حوار فايدو لأفلاطون، قال سقراط: «نحن (اليونانيين) نعيش حول البحر مثل الضفادع حول بركة» عندما وصف لأصدقائه المدن اليونانية على بحر إيجة. وتشهد هذه الصورة خريطة الشتات اليوناني القديم، والتي تتطابق مع العالم اليوناني حتى إنشاء الدولة اليونانية في عام 1832. حيث كان كل من البحر والتجارة منفذاً طبيعياً لليونانيين لأن شبه الجزيرة اليونانية صخرية ولا تقدم آفاقًا جيدة للزراعة.
ومن بين البحارة اليونانيين البارزين أشخاص مثل بيثياس، ونيارخوس، والراهب والتاجر من القرن السادس كوزماس إنديكالوتسيس والذي أبحر إلى الهند، ومستكشف الممر الشمالي الغربي المعروف باسم خوان دي فوكا. وفي وقت لاحق، قام اليونانيين البيزنطيين بتجاذب الممرات البحرية للبحر الأبيض المتوسط والتحكم في التجارة إلى أن فتح الحصار الذي فرضه الإمبراطور البيزنطي على التجارة مع الخلافة الباب أمام التفوق الإيطالي الأخير في التجارة.
انتعشت تقاليد الشحن اليونانية خلال الحكم العثماني عندما تطورت طبقة وسطية كبيرة من التجار، والتي لعبت دوراً هاماً في حرب الاستقلال اليونانية. اليوم، تستمر الشحنات اليونانية في الازدهار إلى الحد الذي تمتلك فيه اليونان أكبر أسطول تجاري في العالم، في حين أن العديد من السفن تحت الملكية اليونانية ترفع أعلام الملاءمة. كان أبرز أباطرة الشحن في القرن العشرين أرسطو أوناسيس، ويانيس لاتسيس، وجورج ليفانوس، وستافروس نياركوس وآخرين.

## المظهر الجسماني
أظهرت دراسة من 2013 للتنبؤ بالألوان الشعرية ولون العين من الحمض النووي للشعب اليوناني أن ترددات النمط الظاهري المبلغ عنها ذاتيًا وفقًا لفئات لون الشعر والعين هي كما يلي: 119 فرد - لون الشعر، 11 شعر أشقر، 45 أشقر داكن / بني فاتح، 49 بني داكن، 3 بني أحمر / كستنائي وحوالي 11 شعر أسود. أما بالنسبة لون العين، 13 الأزرق، 15 مع وسيط (أخضر، مغاير) وحوالي 91 لون العين بني.
وشملت دراسة أخرى من عام 2012 تضمنت 150 طالباً في طب الأسنان من جامعة أثينا، وأظهرت نتائج الدراسة أن لون الشعر الخفيف (شعر أشقر / رمادي بُني فاتح) كان سائداً في 10.7% من مجمل الطلاب. وكان لدى حوالي 36% لون شعر متوسط (بني فاتح / بني داكن متوسط)، ولدى حوالي 32% كان اللون بني داكن وحوالي 21% كان اللون أسود. في الختام، كان لون شعر اليونانيين الشباب في الغالب بني، أو يتراوح من الضوء إلى البني الداكن مع أقليات ذات شعر الأسود وأشقر. كما أظهرت نفس الدراسة أن لون عين الطلاب كان 14.6% أزرق / أخضر، وحوالي 28% متوسط (بني فاتح) وحوالي 57.4% بني داكن.

## الجدول الزمني
يرتبط تاريخ الشعب اليوناني ارتباطاً وثيقاً بتاريخ اليونان وقبرص والقسطنطينية وآسيا الصغرى والبحر الأسود. خلال الحكم العثماني في اليونان، تم قطع استئصال عدد من الجيوب اليونانية حول البحر الأبيض المتوسط، ولا سيما في جنوب إيطاليا والقوقاز وسوريا ومصر. وبحلول أوائل القرن العشرين، عاش أكثر من نصف السكان الناطقين باليونانية في آسيا الصغرى (الآن تركيا)، وفي وقت لاحق من ذلك القرن، أدت موجة هائلة من الهجرة إلى الولايات المتحدة وأستراليا وكندا وأماكن أخرى إلى خلق الشتات اليوناني الحديث.
| الزمن                               | الحدث |
| ----------------------------------- | --- |
| حوالي. الألفية الثالثة قبل الميلاد  | يُعتقد عموماً أن القبائل البروتو يونانية وصلت إلى البر اليوناني من جميع أنحاء جنوب البلقان أو بحر إيجه. |
| القرن السادس عشر قبل الميلاد        | تراجع الحضارة المينوسية، ربما بسبب ثوران مينون. وظهور الآخيين وتشكيل الحضارة الموكيانية، أول حضارة ناطقة باللغة اليونانية. |
| القرن الثالث عشر قبل الميلاد        | تأسيس المستعمرات الأولى في آسيا الصغرى. |
| القرن الحادي عشر قبل الميلاد        | نهاية الحضارة الموكيانية بسبب الغزو الدورياني المفترض. وبداية العصور المظلمة اليونانية. وانتقال الدوريون إلى شبه جزيرة اليونان. وهروب الآخيين إلى جزر بحر إيجه وآسيا الصغرى وقبرص. |
| القرن التاسع قبل الميلاد            | الاستعمار الرئيسي في آسيا الصغرى وقبرص من قبل القبائل اليونانية. |
| القرن الثامن قبل الميلاد            | المستعمرات الرئيسية الأولى التي أنشئت في صقلية وجنوب إيطاليا. إقامة أول مهرجان هيليني، الألعاب الأولمبية، في عام 776 قبل الميلاد. ظهور الوحدة الهيلينة يشير إلى التكوين الإثني للأمة اليونانية.                                                                                            |
| القرن السادس قبل الميلاد            | نشأة المستعمرات عبر البحر الأبيض المتوسط والبحر الأسود. |
| القرن الخامس قبل الميلاد            | هزيمة الفرس وظهور الحلف الديلي في إيونية، البحر الأسود ومحيط بحر إيجة يتوج في الإمبراطورية الأثينية والعصر الكلاسيكي اليوناني؛ ينتهي بهزيمة أثينا من قبل أسبرطة في ختام الحرب البيلوبونيسية.                                                                                               |
| القرن الرابع قبل الميلاد            | صعود قوة ثيفا وهزيمة أسبرطة؛ وصعود مقدونيا وحملة الإسكندر الأكبر، ونشأة المستعمرات اليونانية في المدن التي تأسست حديثاً في مصر البطلمية وآسيا. |
| القرن الثاني قبل الميلاد            | غزو اليونان من قبل الإمبراطورية الرومانية. وهجرات اليونانيين إلى روما. |
| القرن الرابع بعد الميلاد            | تأسيس الإمبراطورية الرومانية الشرقية. هجرات اليونانيين في جميع أنحاء الإمبراطورية، خصوصاً نحو القسطنطينية، والتي أصبحت مركز المسيحية الشرقية ومركز حضاري عالمي، فأضحت أعظم مدن العالم في ذلك العصر.                                                                                         |
| القرن السابع                        | الغزو السلافي لعدة أجزاء من اليونان، والهجرات اليونانية إلى جنوب إيطاليا، الأباطرة الرومان يلقون بالقبض على القادة السلاف الرئيسيين وينم نقلهم إلى كبادوكيا. يتم إعادة توطين البوسفور من قبل المقدونيين والقبارصة اليونانيين.                                                              |
| القرن الثامن                        | حل الرومان للمستوطنات السلافية في اليونان والانتعاش الكامل لشبه الجزيرة اليونانية. |
| القرن التاسع                        | هجرات عودة لليونان من جميع أنحاء الإمبراطورية (بشكل رئيسي من جنوب إيطاليا وصقلية) إلى أجزاء من اليونان التي كانت مأهولة بالسكان من قبل الغزوات السلافية (معظمها غربي بيلوبونيسوس وثيساليا).                                                                                                |
| القرن الثالث عشر                    | عزو الإمبراطورية الرومانية الشرقية على يد الصلبيين خلال الحملة الصليبية الرابعة. واتخذ الصليبيين مدينة القسطنطينية عاصمة الإمبراطورية اللاتينية. والتي تحررت بعد صراع طويل من قبل إمبراطورية نيقية، ولكن تبقى شظايا منفصلة. وقعت هجرات بين آسيا الصغرى والقسطنطينية والبر الرئيسى اليونان. |
| القرن الخامس عشر – القرن التاسع عشر | غزو القسطنطينية من قبل الدولة العثمانية. وبداية الشتات اليوناني في أوروبا. بناء المستوطنات العثمانية في اليونان. احتلال يونان الفنار مناصب هامة في أوروبا الشرقية. |
| 1830                                | نشأة لدولة اليونانية الحديثة. وبداية الهجرة إلى العالم الجديد. وحدوث هجرات واسعة النطاق من القسطنطينية وآسيا الصغرى إلى اليونان. |

| الزمن      | الحدث |
| ---------- | --- |
| 1913       | تقسيم الأراضي الأوروبية العثمانية. هجرات غير منظمة لليونانيين والبلغار والأتراك نحو دولهم. |
| 1914–1923  | الإبادة الجماعية اليونانية والتي يُقدر أن مئات الآلاف من الإغريق العثمانيين قد ماتوا خلال هذه الفترة. |
| 1919       | معاهدة نويي؛ التبادل السكاني بين اليونان وبلغاريا، مع بعض الإستثناءات. |
| 1922       | تدمير سميرنا (إزمير الحديثة) مع أكثر من 40 ألف قتيل يوناني؛ نهاية الوجود اليوناني الكبير في آسيا الصغرى. |
| 1923       | معاهدة لوزان والتي نصت على تبادل السكان بين اليونان وتركيا مع استثناءات محدودة من الإغريق الأرثوذكس في القسطنطينية وإيمبروس وتينيدوس، والأقلية المسلمة في تراقيا الغربية. استقر 1.5 مليون يوناني مسيحي من آسيا الصغرى والبنطس في اليونان، واستقر نحو 450 ألف من المسلمين في تركيا. |
| 1940       | مات مئات الآلاف من اليونانيين بسبب الجوع خلال احتلال اليونان من قبل قوات المحور. |
| 1947       | يبدأ النظام الشيوعي في رومانيا بطرد الجالية اليونانية، تقريباً هاجر 75,000 يوناني. |
| 1948       | الحرب الأهلية اليونانية. عشرات الآلاف من الشيوعيين اليونانيين وأسرهم يفرون إلى دول الكتلة الشرقية. ويستقر الآلاف في طشقند. |
| 1950       | هجرة هائلة لليونانيين إلى ألمانيا الغربية والولايات المتحدة وأستراليا وكندا وبلدان أخرى. |
| 1955       | مذبحة إسطنبول ضد اليونانيين. هجرة اليونانيين من المدينة تتسارع؛ وبقي أقل من 4,000 اليوم، بالمقارنة مع 150,000 عام 1923. |
| 1958       | فرار المجتمع اليوناني الكبير في الإسكندرية من نظام جمال عبد الناصر في مصر. |
| 1960       | نشأت جمهورية قبرص كدولة مستقلة تحت الحماية اليونانية والتركية والبريطانية. الهجرة الاقتصادية مستمرة. |
| 1974       | الغزو التركي لقبرص. تقريباً فر جميع اليونانيين الذين كانوا يعيشون في شمال قبرص إلى جنوب الجزيرة والمملكة المتحدة. |
| 1980       | سُمح للعديد من لاجئي الحرب الأهلية بالعودة إلى اليونان. وبدأت هجرة العودة لليونان من ألمانيا. |
| 1990       | انهيار الاتحاد السوفياتي. هجرة ما يقرب من 340,000 الإغريق من جورجيا وأرمينيا وجنوب روسيا وألبانيا إلى اليونان. |
| أوائل 2000 | تظهر بعض الإحصاءات بداية اتجاه هجرة عكسية لليونانيين من الولايات المتحدة وأستراليا. |
| 2010       | هجرة أكثر من 200,000 شخص، خصوصاً من الشباب ذوي المهارات، إلى دول الاتحاد الأوروبي الأخرى بسبب ارتفاع معدلات البطالة (انظر أيضاً أزمة الدين الحكومي اليوناني). |